# باليرمو
بالِيرمو أو بَلِرمُو (بالإيطالية: Palermo)‏، وسماها العرب بَلَرْم، وبلرمة مدينة إيطالية وعاصمة إقليم صقلية الذاتي الحكم وكبرى مدنه، وهي كذلك عاصمة مقاطعة بلرم. يبلغ عدد قاطنيها 666,542 ساكناً، وهو خامس أعلى عدد للسكان بين المدن الإيطالية بعد روما وميلانو ونابولي وتورينو، والثلاثين على المستوى الأوروبي. وهي المركز الثقافي والتاريخي والاقتصادي-الإداري الرئيسي في صقلية.
أعطاها تاريخها الألفي موروثاً فنياً ومعمارياً مميزاً، فمن بقايا الأسوار البونيقية (القرطاجية) وصولاً إلى الفيلات على طراز ليبرتي، مروراً بالمساكن على الطراز العربي النورماني والكنائس الباروكية والمسارح الكلاسيكية المحدثة. كانت لأسباب ثقافية وفنية واقتصادية إحدى أكبر مدن البحر الأبيض المتوسط، واليوم تعتبر إحدى أهم الوجهات السياحية في الجزيرة وخارجها.

## الجغرافيا

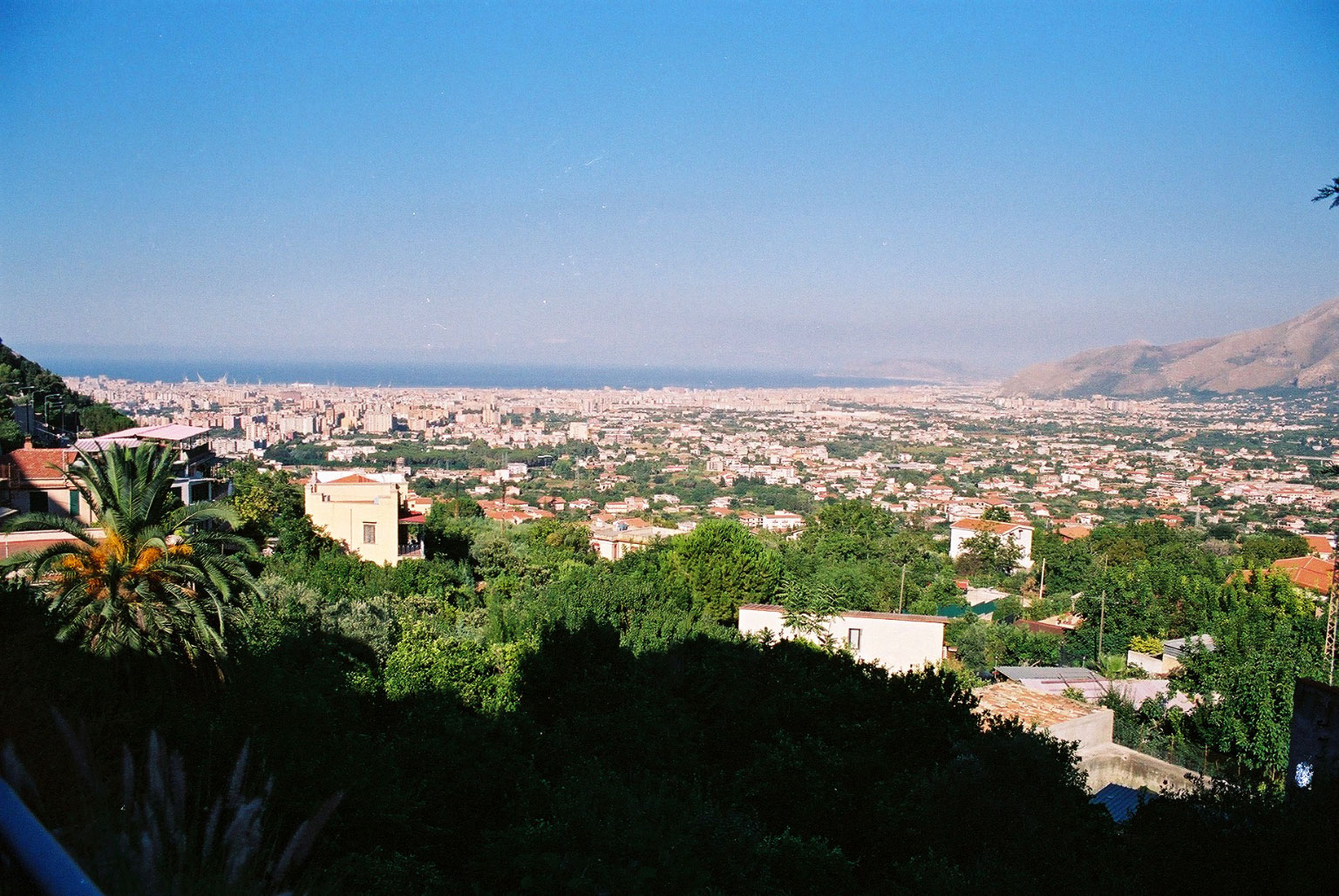
الغور الذهبي

كانت منطقة بلرم أصلاً سهلأً شاسعاً تقطعه العديد من الأنهار والجداول والأراضي الرطبة الواسعة، تحيط بها جبال عالية تغطي قممها أحياناً الثلوج خلال فصل الشتاء، مُضفيةً إلى المنظر الطبيعي وجهاً أكثر إعجاباً.
يطل سهل بلرم على البحر التيراني، ويكوّن إلى الجبال من وراءه الغور الذهبي. التنظيم البلدي يتبع الخط الساحلي لذلك لها امتداد ساحلي طويل، ولكنه قليل الاختراق نسبياً للأرضي الداخلية. في الوقت الحاضر الأنهار التي كانت موجودة اختفت (و لكن أكثرها لا تزال تتدفق تحت الأرض). وبالإضافة إلى ذلك، لم تصل الأراضي البلدية إلى مستوى عالي من الإشباع السكاني كما في مدن إيطالية أخرى.

## التاريخ

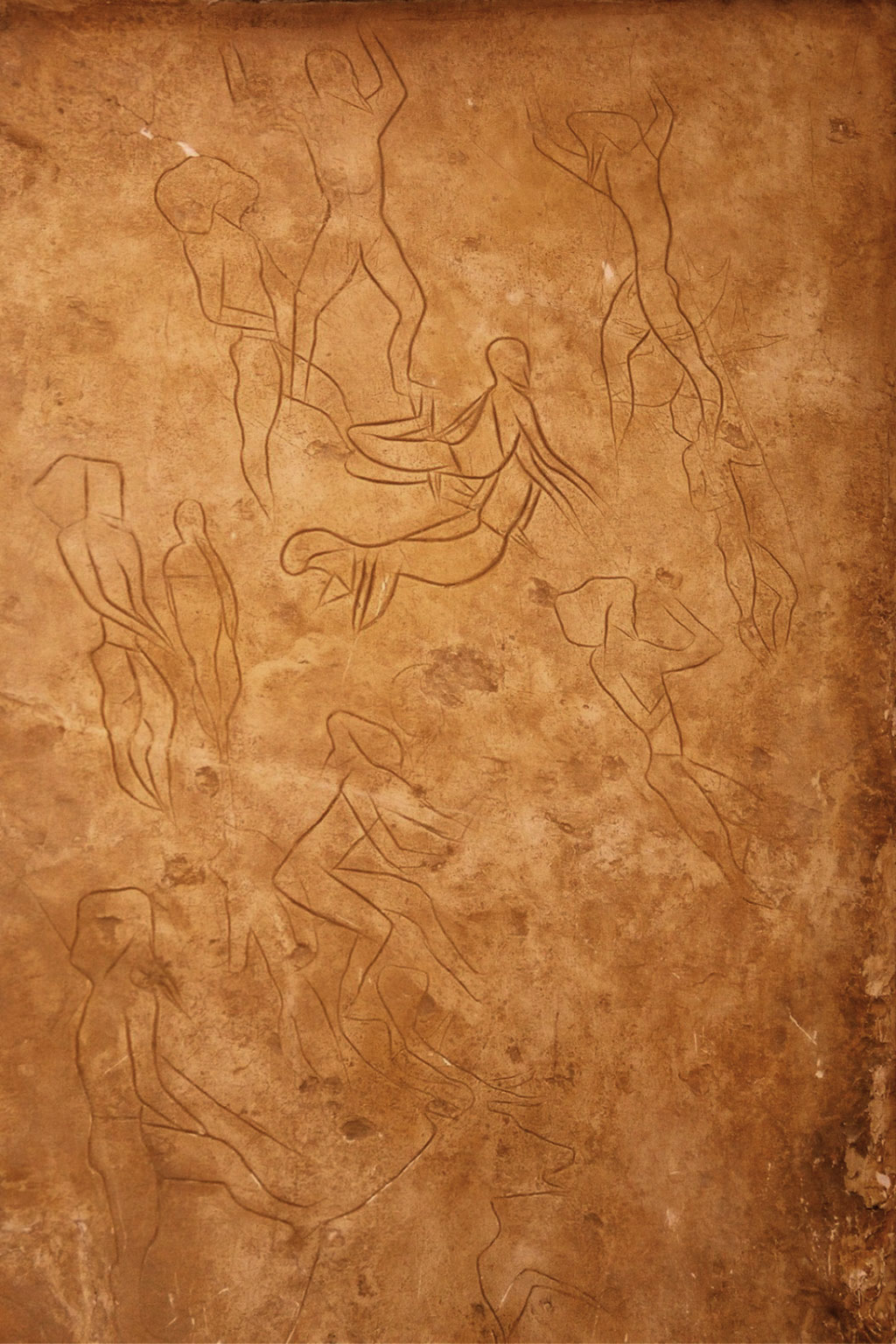
رسوم كهوف الدورة

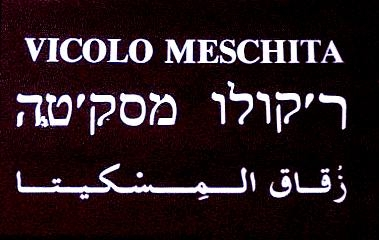
لوحة ثلاثية اللغة في إحدى شوارع بلرم تعبيراً على تنوع الثقافات فيها

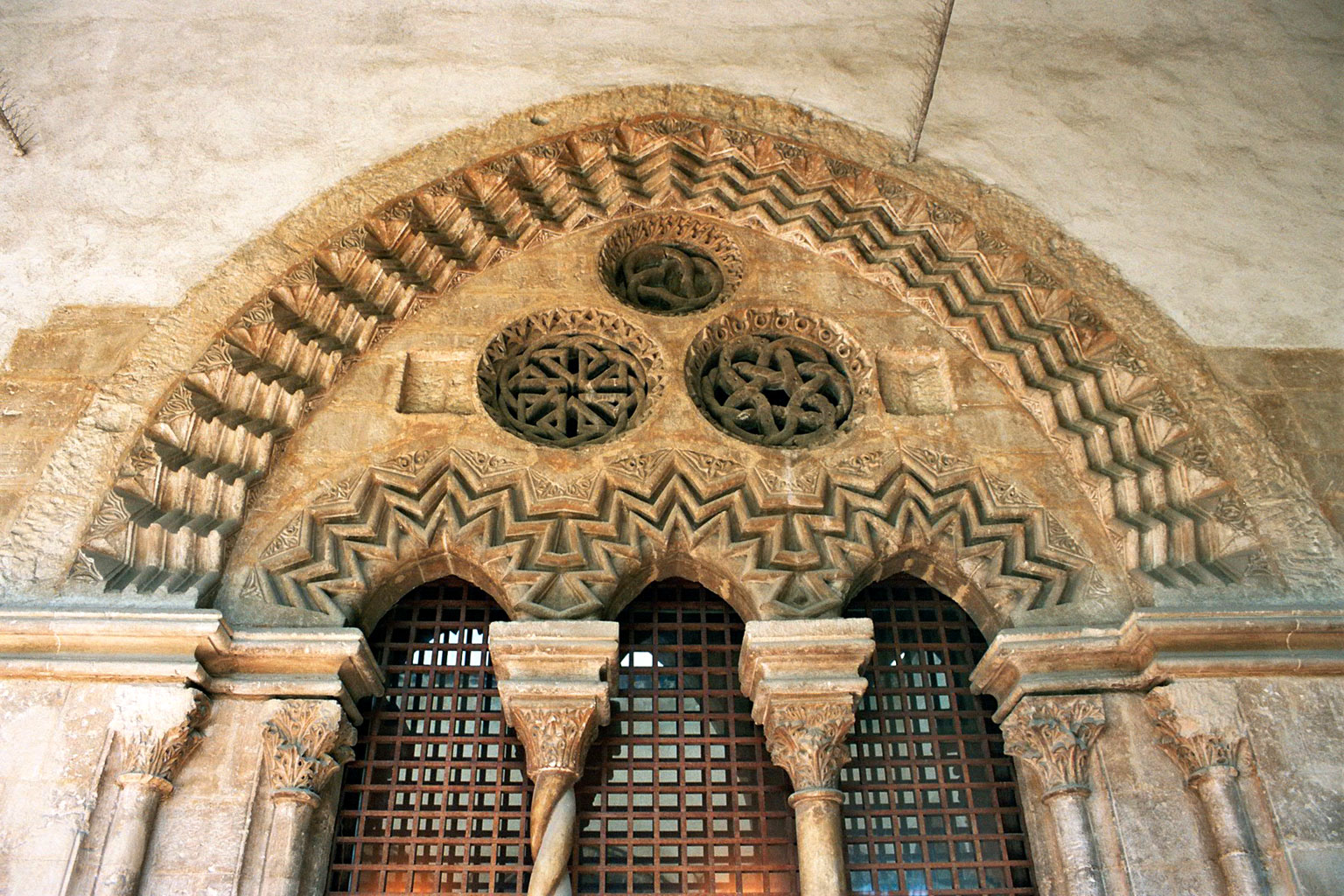
Particolare della facciata di Palazzo Chiaramonte-Steri

### ما قبل التاريخ
يعد الوجود البشري في بلرم والعائد إلى عصر ما قبل التاريخ من بين الأقدم في جزيرة صقلية، فقد اكتشفت عام 1953 رسوم ونقوش مثيرة للاهتمام على جدران كهوف الدورة: صور رقص بطقوس سحرية معينة، وربما «شامانية» لشعب عاش على الجزيرة.
بـُنيت مدينة بلرم في عصر غير معروف، على مستوطنات ما قبل التاريخ في شكل يختلف عن الحالي، عند التقاء جزئين طبيعيين، سـُميت سيس (Sis)، بمعنى «الزهرة» في اللغة الأولى إفريقية الأصل غرار سكانها الأوائل، الماتابيون قوم قدِموا أصلاً من فلسطين، وإلى وصلوا الجزيرة مروراً بإسبانيا. قال عنهم المؤرخ اليوناني هيرودوت أنهم كانوا جميعاً من السيكانيين، وسمّوا المستوطنة الحضرية «الشاطئ الجميل» لخصائص أراضيها الجغرافية، وكانت مركز سيكانيا بين القرنين العاشر والثاني عشر قبل الميلاد.
في سنة 734 ق.م أنشأ الفينيقيون القادمون من صور هناك مستعمرةً تجارية مزدهرة كان لها علاقات وتصادمات مع السيكوليين، سكان الجزء الشرقي من صقلية.
تحولت أولى المستوطنات والخانات إلى مدينة رائعة، أُطلق عليها اسم مابونات (Mabbonath)، وتعني بالفينيقية «المساكن». سرعان ما صارت الأهم فيما يُسـمى المثلث الفينيقي، الذي يضم أيضاً مدينتي موتيا وسولونتوم، الذي ذكره حتى ثوكيديدس. بقيت بعض الآثار من الفترة الفينيقية: أسوار المدينة القديمة ومقبرة نكروبولس. يـُذكـّر شكل المدينة آنذاك بالقدم، وبالفعل، كثيراً ما لـُقبـّت بالقدم الفينيقية.
أثناء قيام الإغريق بحملات لاستعمار صقلية بين القرنين الثامن والسادس قبل الميلاد. أعطوا المدينة اسم بانورموس (panormos) «الكـُل ميناء» (تأكيداً على الخصائص الجغرافية لشبه جزيرة محاطة بمصبي نهرين، وبالتالي سهولة الدفاع عنها) ولم يفلحوا أبداً بالاستيلاء عليها، وهم الذين استعمروا الجزء الشرقي من صقلية.

### الرومان
ظلت بلرم مدينة فينيقية حتى الحرب البونيقية الأولى (264-241 ق.م)، التي سقطت على إثرها صقلية تحت حكم الرومان. كانت الحقبة الرومانية هادئة، وشكلت بلرم جزءاً من مقاطعة سيراقوسة الرومانية. بانقسام الإمبراطورية الرومانية، تـَبـِعـَت صقلية ومعها بلرم والإمبراطورية الرومانية الشرقية.
و كانت بلرم خلال الحروب البونيقية في صميم الصراع بين القرطاجيين والرومان، حتى حاصر الأسطول الروماني المدينة سنة 254 ق.م، مجبرينها على الاستسلام ومستعبدين أهلها الذين اضطروا لدفع ضريبة حرب لاستعادة حريتهم. حاول صدربعل استرداد المدينة، ولكن القنصل الروماني ميتيلوس، حقق انتصاراً باهراً.
و لم تفلح أيضاً محاولة حاميلقار برقة باستعادتها سنة 247 ق.م. والذي خيـّم عند سفح جبل بليغرينو، دون تحقيق النصر. ثم ظلت المدينة مخلصة لروما وحظيت بلقبي البريتور والنسر الذهبي وحق سك العملة، باقية إحدى خمس مدن حرة بالجزيرة.
يشهد على رخاء وروعة "بانورموس" (Panormus) الرومانية " مباني تلك الفترة بمنطقة ساحة فيتوريا من بينها المسرح الذي كان قائماً حتى عصر النورمان والفسيفساء التي اكتشفت في عام 1868 في ساحة ديلا فيتوريا. في عهد الإمبراطوري كانت مستعمرة رومانية - كما يروي سترابو - وكانت أيضاً ممون روما بالقمح، لكنها انحدرت بعد فسباسيان، وغزاها البرابرة منذ عام 445 مع غايسريك ملك الوندال الذي سيطر عليها بالحديد والنار، ثم تبادل السيطرة عليها كل من أودواكر وثيودوريك والقوط.
انتزع بيليساريوس بأسطوله البحري بلرم سنة 535 من القوط؛ وهكذا بدأت الفترة البيزنطية التي استمرت حتى عام 830 لـمّا فتحها العرب الذين كانوا قد هبطوا مارسالا قبل أربع سنوات، وجعلوا بلرم عاصمة حكمهم.

### الحكم العربي
في القرن التاسع توجـّه المسلمون الأغالبة من إفريقية نحو صقلية، واستولوا على بلرم عام 831 وكامل الجزيرة عام 965. سمـّوها بلرم ونقلوا عاصمة صقلية إليها، حيث لا تزال كذلك حتى الآن. كانت بلرم أثناء الفترة الإسلامية مدينة مهمة تجارياً وثقافياً ويُـقال أنه كان بها أكثر ثلاثمائة مسجد؛ كانت معروفةً في كل البلاد العربية. وكانت فترة ازدهار وتسامح: فلم يُـضطهد لا المسيحيين ولا اليهود وسمح لهم بممارسة شعائرهم بحرية [بحاجة لمصدر].
عرفت باليرمو عند العرب بالعصور الوسطى باسم بَلَرْم وذكرها ياقوت الحموي في معجم البلدان حيث قال عنها:
| باليرمو | بلرم: بفتح أوله وثانيه وسكون الراء وميم، معناه بكلام الروم المدينة، وهي أعظم مدينة في جزيرة صقلية في بحر المغرب على شاطئ البحر. قال ابن حوقل: بلرم مدينة كبيرة سورها شاهق منيع مبني من حجر، وجامعها كان بيعة، وفيها هيكل عظيم | باليرمو |

كما ذكرها الإدريسي في كتابه نزهة المشتاق في اختراق الآفاق
| باليرمو | إن من المدينة المسماة بلرم إلى برقة على التقوير خمسة أميال ومن برقة إلى مرسى الطين خمسة أميال ومن مرسى الطين إلى غالة ميلان ومنه إلى الجزيرة أربعة أميال إلى مرسى قرينش ستة أميال ومنه إلى القرطيل الذي تحت جنش ثلاثة أميال ومنه إلى ساقية جنش ثلاثة أميال ومنها إلى القرطيل الذي بينها وبين برطنيق ثلاثة أميال ومنه إلى الشط الذي تحت برطنيق ميل ونصف ومنه إلى وادي قلعة اوبي خمسة أميال ومنه إلى وادي المدارج ربع | باليرمو |

حسمت سنوات الحكم العربي رُقـِي المدينة وعـُلـُو مكانتها على سائر مدن صقلية. كانت بلرم مقراً لإمارة قوية، وبفضل قدرة الأغالبة الإدارية، صارت أرضاً غنية وزاهرة بالتقاليد المميزة للمسلمين مع تأثيراتهم في اللغة وأسماء المواقع والزراعة وهندسة المباني. وآثار ذلك لا تزال باقية حتى في المعالم التاريخية المكوّنة لوسط المدينة القديمة بأحياءها الخمسة: القصر Kasr ؛ وحي الجامع الكبير؛ والخالصة Kalsa (بمعنى المختارة) مقر الأمراء على شاطئ البحر؛ ومنطقة العبيد المخترقة بنهر بابيريتو؛ وأخيراً غرباً المعسكر Moascher حي الجنود ومقر الأمراء القديم.
هذا ما أفادنا به الراهب تيودوزيو وأوردنا أيضاً ببناء ثلاثمائة مسجد في أراضي بلرم، وأُسند التعليم إلى ثلاثمائة معلم لسكان المدينة البالغين ثلاثمائة ألف آنذاك.
قـُسمت صقلية إلى ثلاثة أودية (وادي مازارا، ووادي ديموني، ووادي نوتو) والمنطقة يشرف عليها نوع من السادة يطلق عليه لقب قائد “Kaid”.

لكن القوى الإسلامية أخذت في تآكل بسبب الصراعات التي خاضتها الإمارة وفتحت طريق للأجنبي إلى صقلية، فشن النورمان بدأً من عام 1060 حرباً صليبية ضد إمارة صقلية المسلمة، واستولى الكونت روجر الأول ملك النورمان على بلرم في 10 يناير 1072 بعد أربع سنوات من الحصار، وعلى كامل الجزيرة بحلول سنة 1091. وقد عزز الخليط الناتج من امتزاج الثقافتين العربية والنورمانية أسلوب العمارة الهجينة والفريدة، كما يتبين في المصلى البالاتيني، وكنيسة سان جوفاني ديلي إريميتو والزيسا.

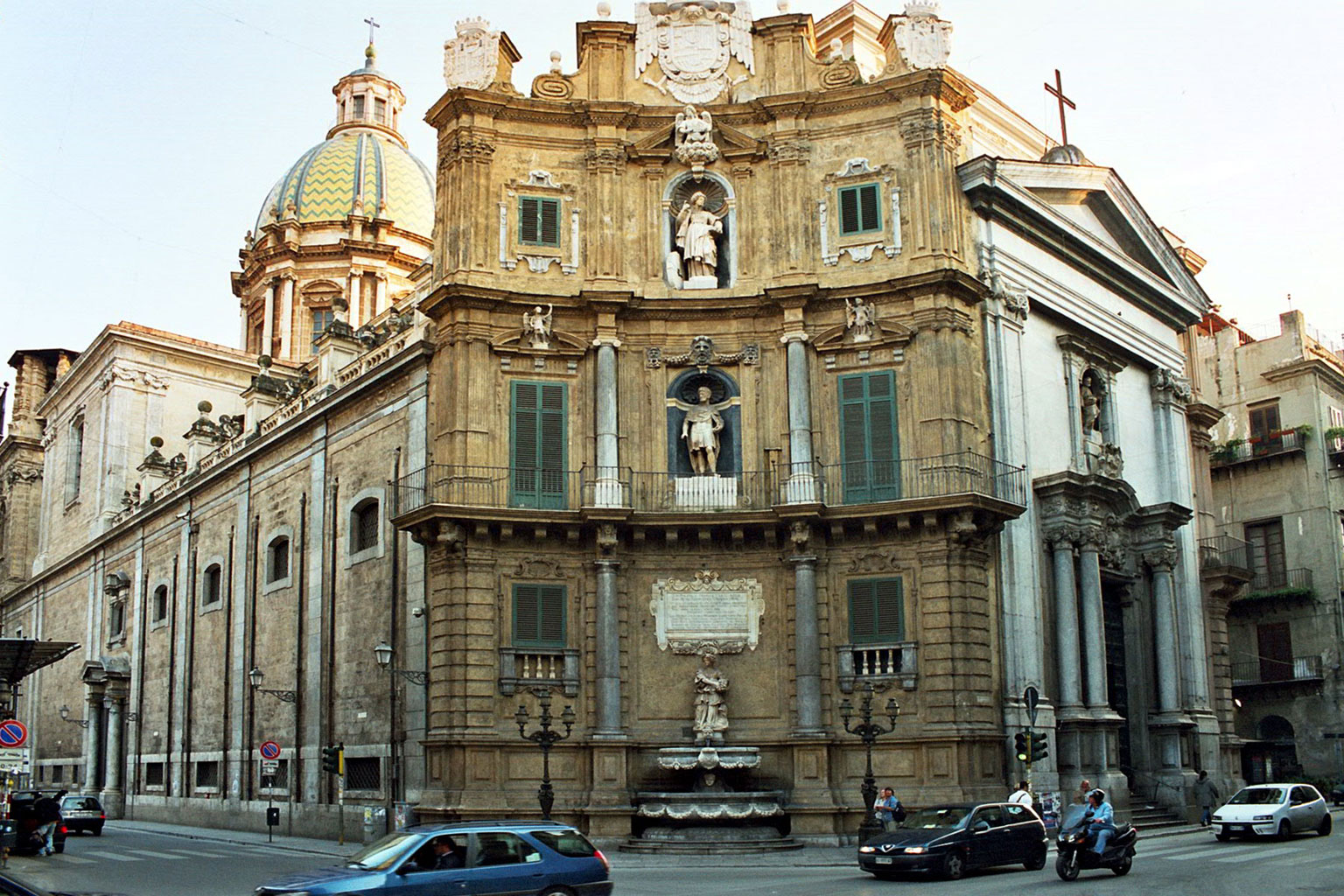
مبنى الجوانب الأربع (Quattro Canti) بساحة فيليينا يعود تاريخه لبدايات القرن السابع عشر

### ما بعد الحكم العربي
سقطت صقلية عام 1194 تحت سيطرة الإمبراطورية الرومانية المقدسة. وكانت بلرم المدينة المفضلة لدى الإمبراطور فريدريك الثاني. بعد انقطاع كانت فيه تحت حكم آل أنجو (1266-1282)، حـَكم صقلية آل أراغون، ثم مملكة إسبانيا سنة 1479.
شارك في الحروب الأوروبية بين فرنسا والنمسا وإسبانيا، وبمعاهدة أوتريخت 1713 ذهبت صقلية لفترة وجيزة إلى فيتوريو أميديو الثاني من آل سافويا حتى عادت عام 1734 إلى آل بوربون مع كارلوس الثالث، الذي اختار بلرم ليتوج ملكاً على مملكة نابولي ومملكة صقلية، وشهدت المدينة تحت هذه الملكية ازدهاراً سكانياً وصناعياً وتجارياً. لم يرحب الباليرميون كثيراً بابنه وخليفته فرديناندو الأول الذي ووحـّد العرشين ضمن مملكة الصقليتان، ولكن أحداث الثورة الفرنسية في سنة 1789 اضطر الملك للجوء في بلرم.

### العصر الحديث

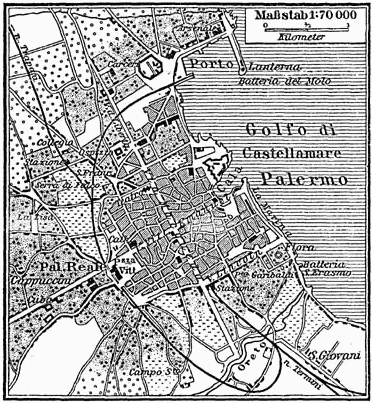
Cartografia del 1888 di Palermo

شاركت صقلية في الحركات الثورية بين عامي 1820 و1848 التي شهدت في 12 يناير 1848 انتفاضة شعبية قادها جوزيبي لا ماسا وأعلن أول برلمان والملكية الدستورية بمجالس ترأسها رودجيرو سيتيمو الذي كان رئيس حكومة مؤقتة استمرت ستة عشر شهراً. لكن آل بوربون استعادوا السلطة قاصفين المدن الصقلية (الملك فرديناندو الرابع ولذا سمي «الملك القنبلة») واحتفظوا بها حتى وصول غاريبالدي في عام 1860. فانضمت صقلية إلى مملكة إيطاليا الموحدة.
مرت بلرم بفترة زاهرة خلال العقدين الأولين من القرن العشرين، مع فترة قصيرة ولكنها مكثفة من أرت نوفو أبرز شخصياتها إرنستو بازيلي. لم تتأثر بلرم بالصراع خلال الحرب العالمية الأولى، بينما تضررت كثيراً في الحرب العالمية الثانية لأهمية مينائها. فعانت المدينة خلال الحرب أضراراً جراء قصف قوات الحلفاء حتى أن بعض آثاره ما زال يمكن مشاهدتها في بعض مناطق المدينة القديمة. واحتلتها قوات الحلفاء في يوليو 1943 بقيادة الجنرال الأمريكي جورج سميث باتن.
زادت أهمية بلرم لـمّا صارت صقلية إقليماً ذاتي الحكم (1947). ولكن تزايد نفوذ المافيا أحبط أي تحسن، والتي ما تزال حتى اليوم هي صفة مميزة للمدينة، كما هو الحال جنوب إيطاليا.

## صور لبعض معالم المدينة

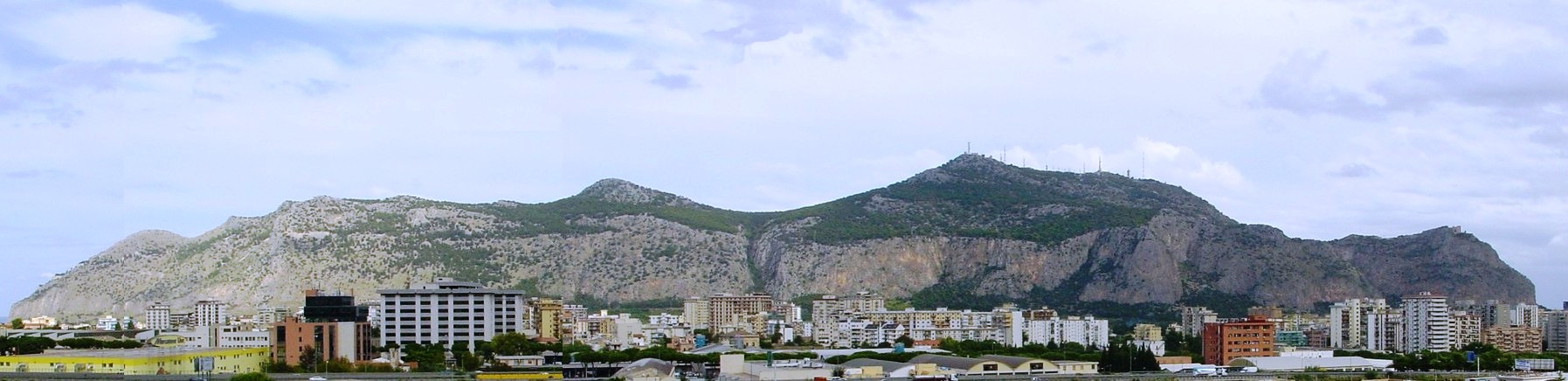
جبل بلقرين

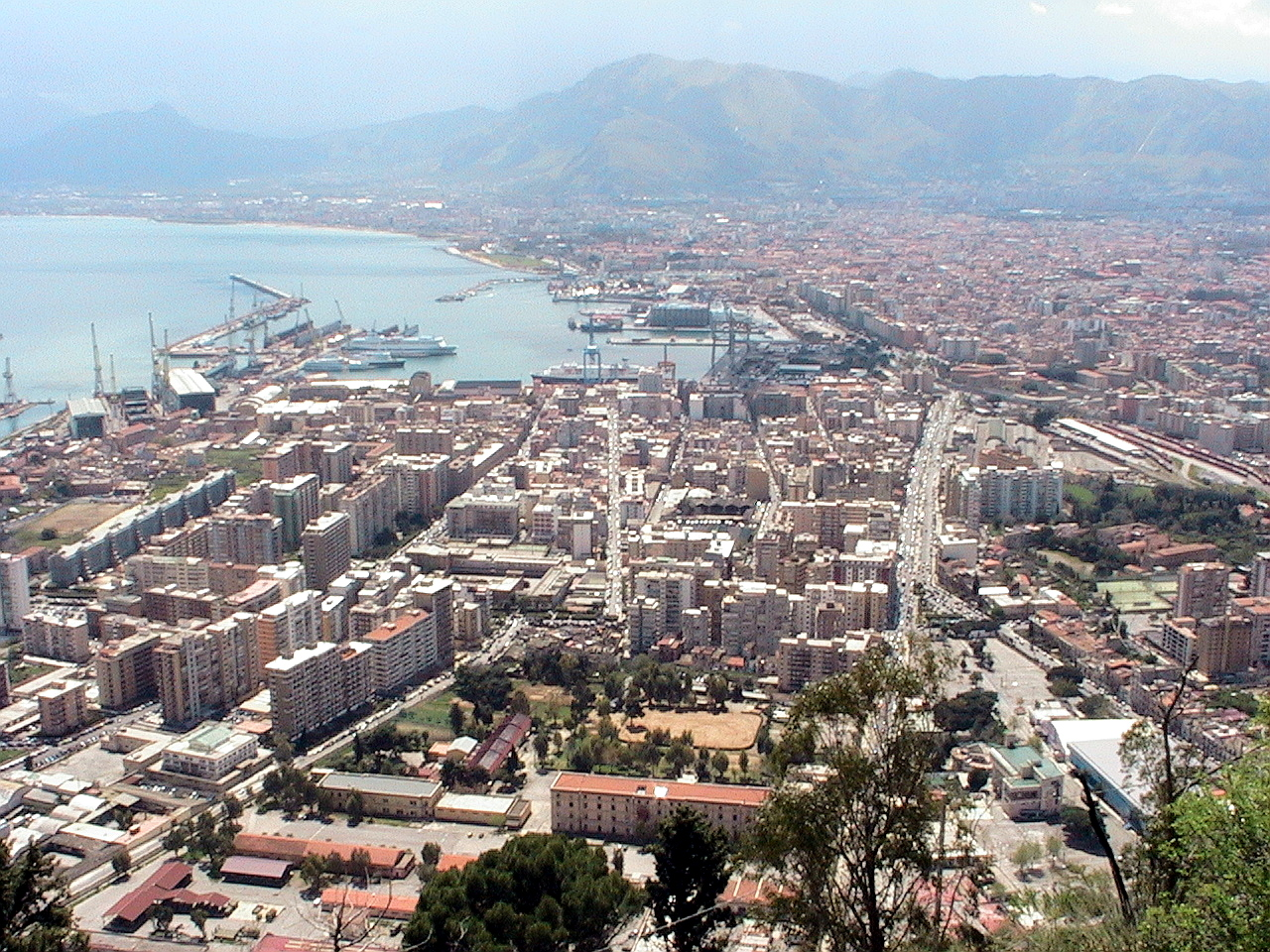
بلرم
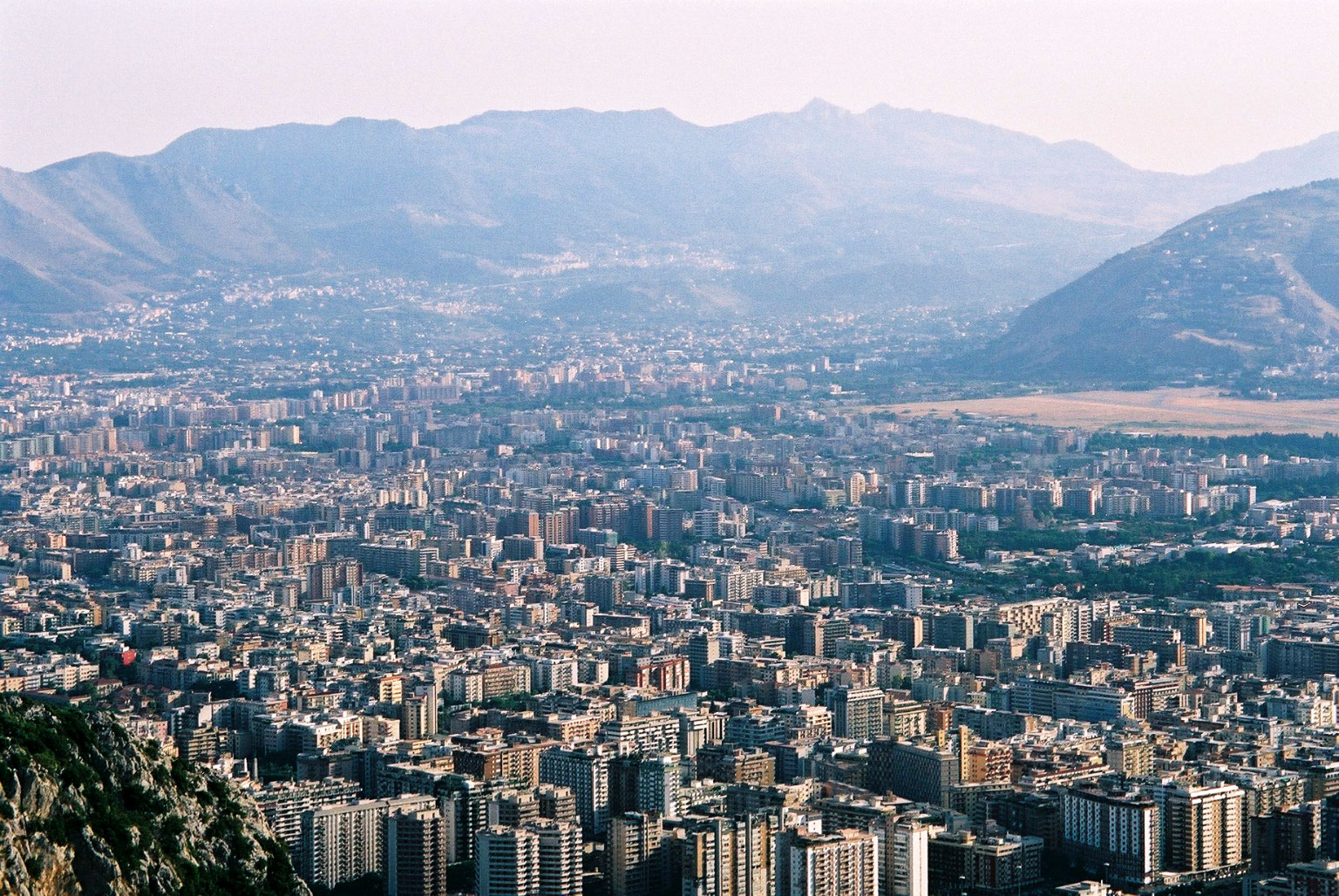
بلرم
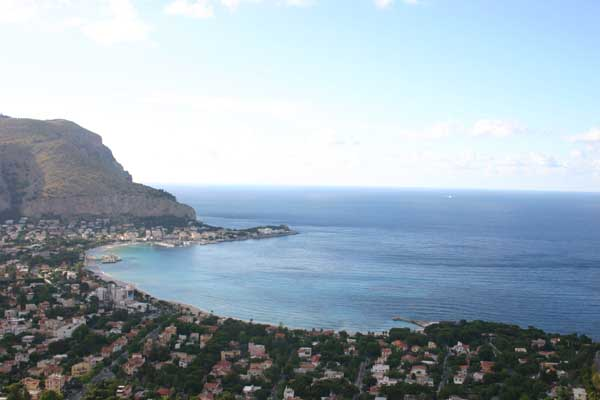
بلرم
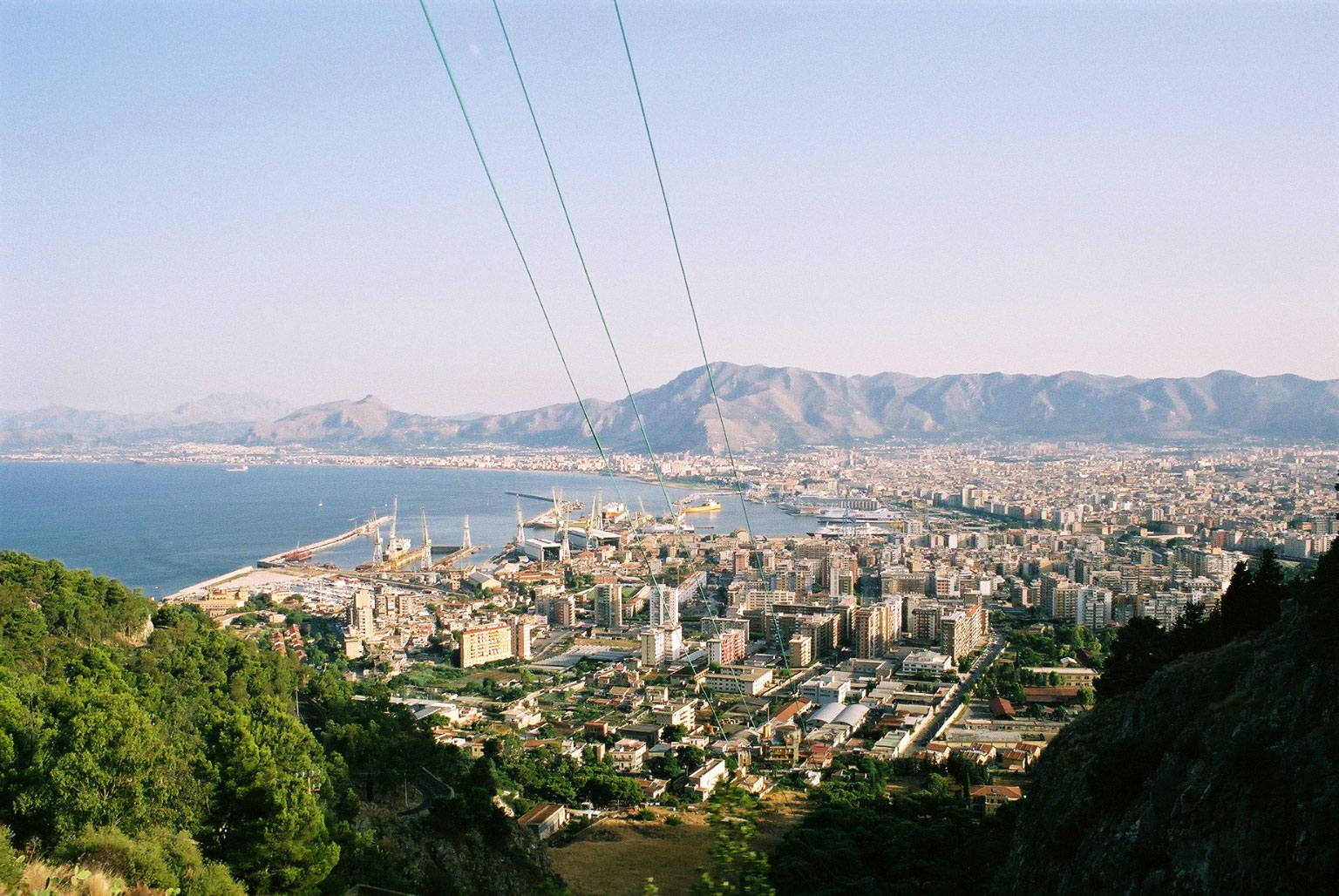
بلرم
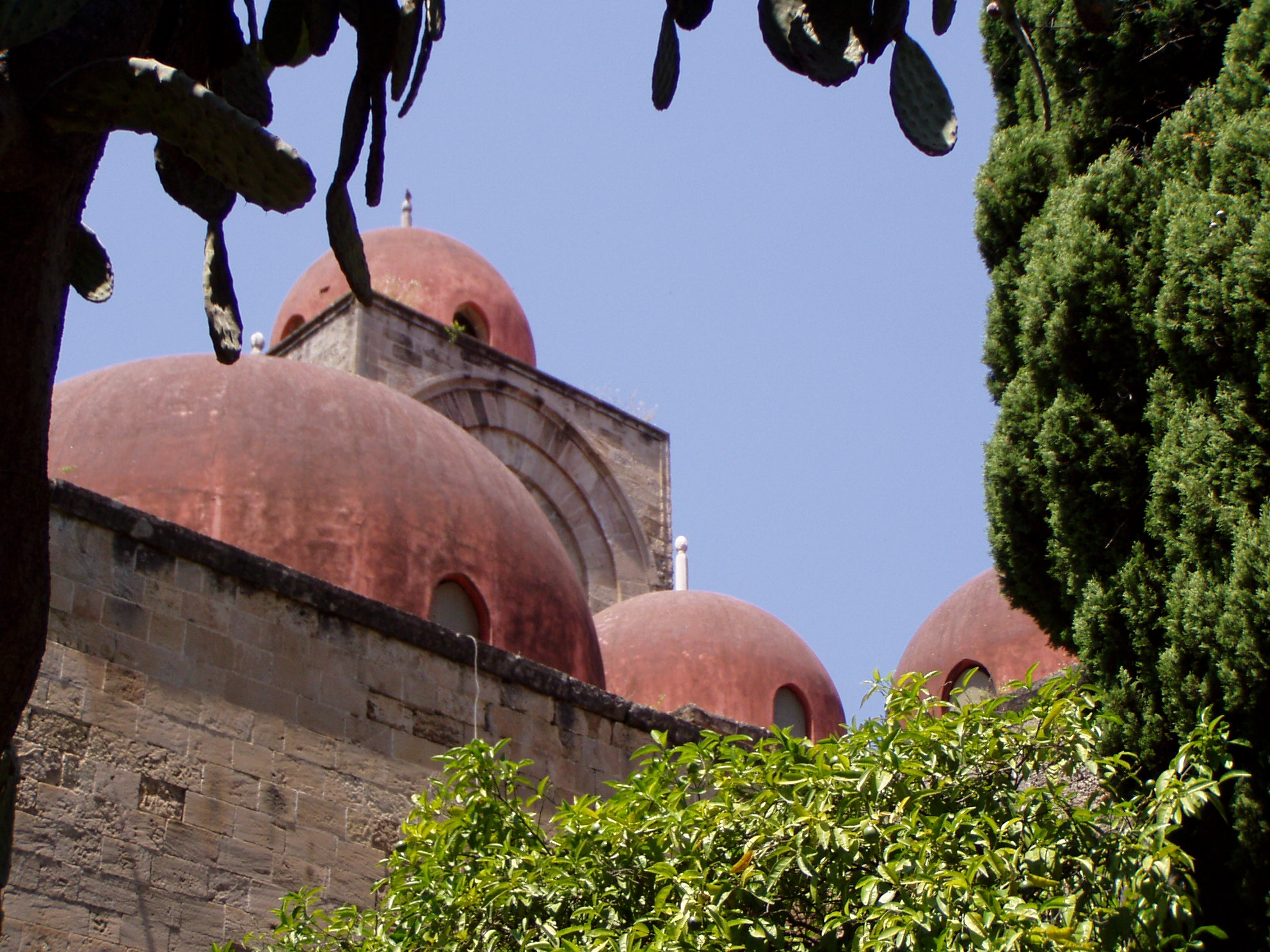
تعليق
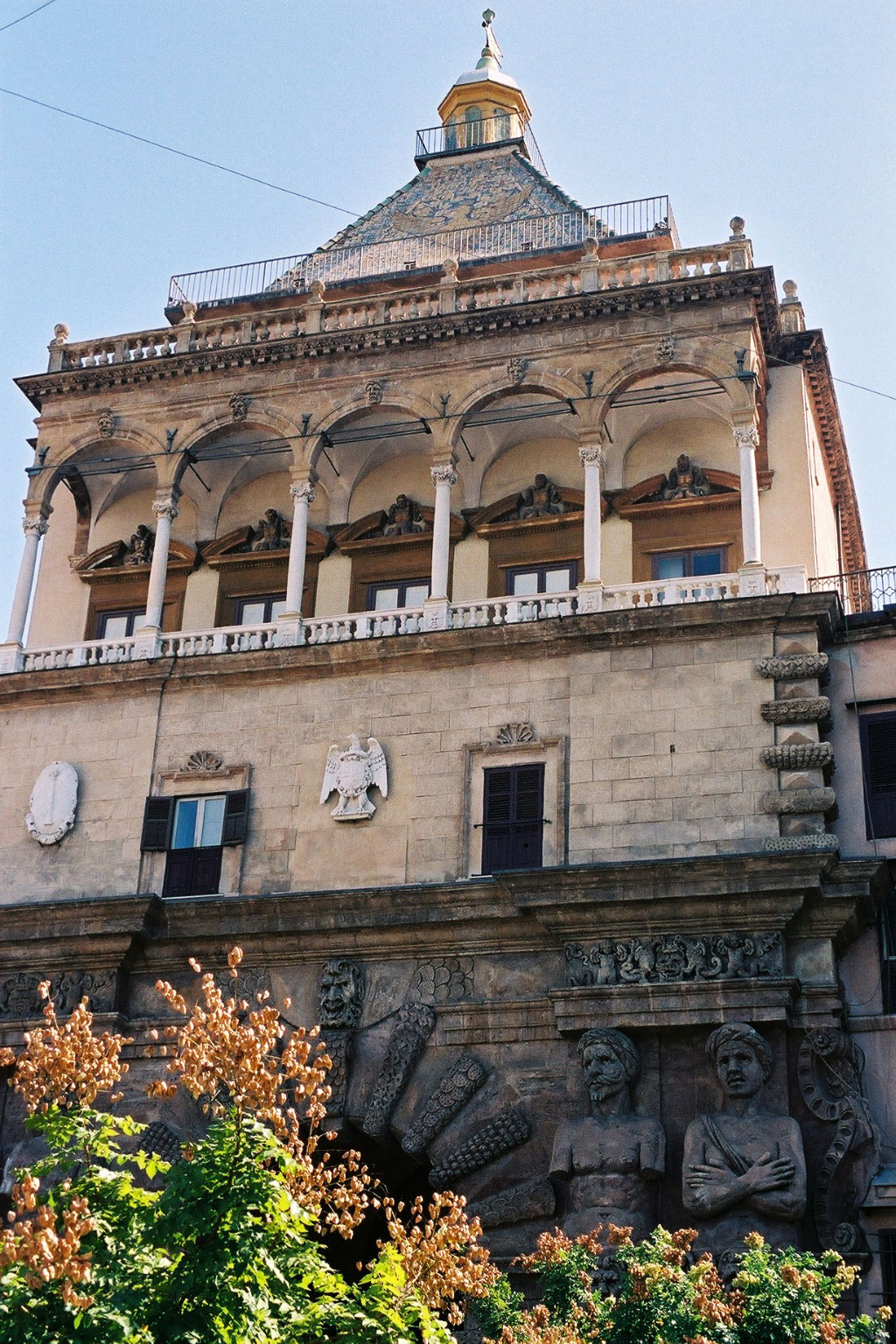
تعليق
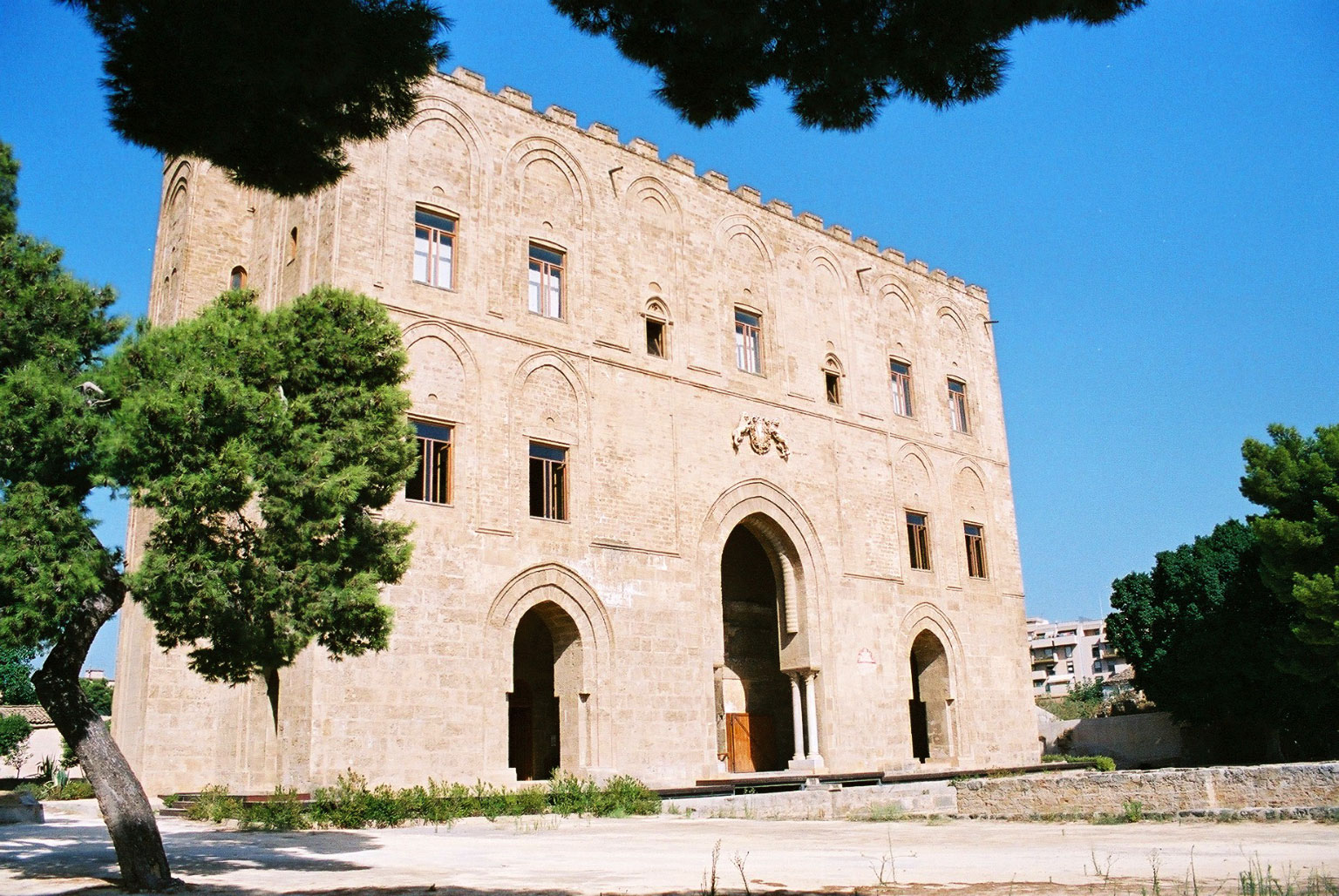
تعليق
تعليق
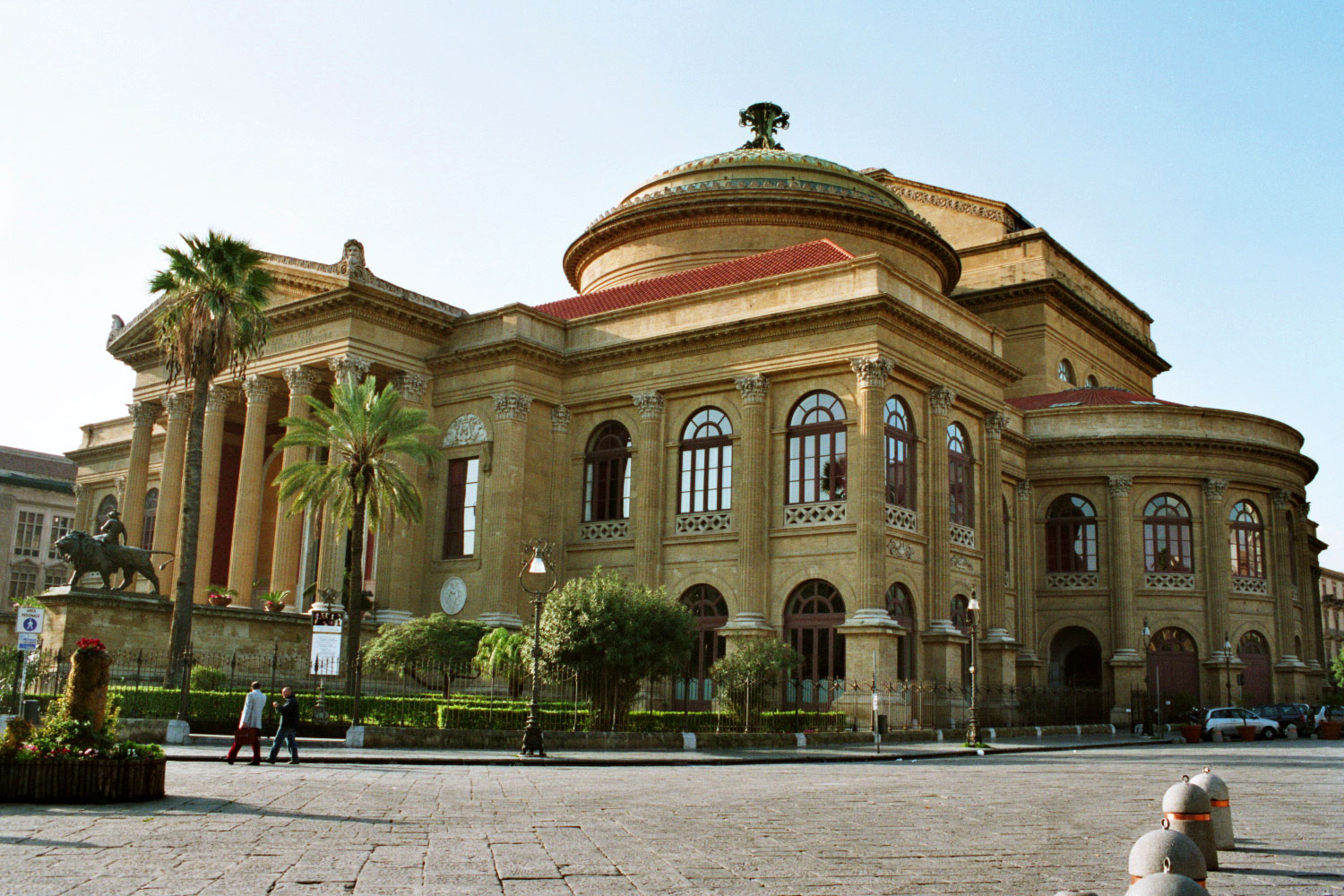
تعليق
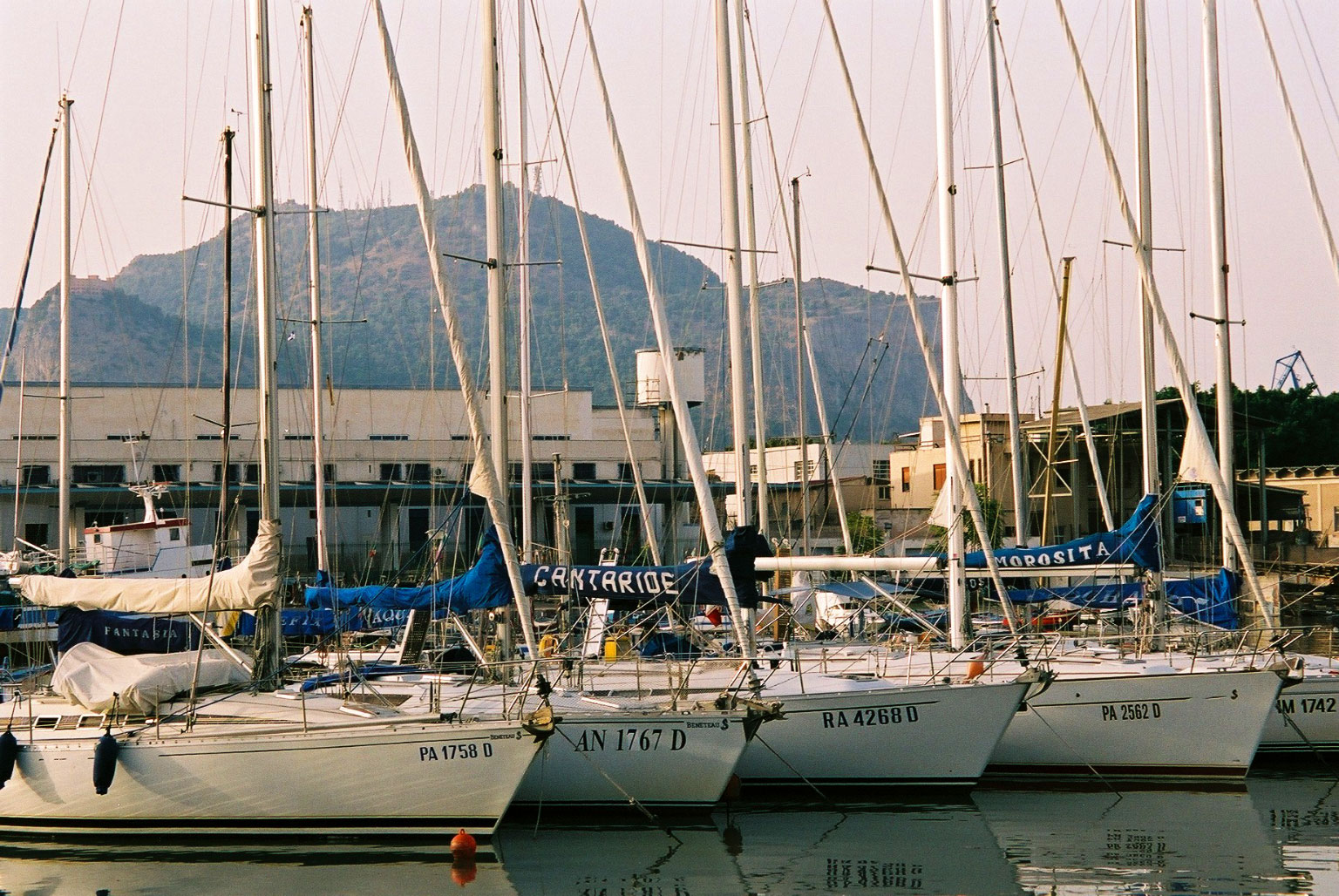
تعليق
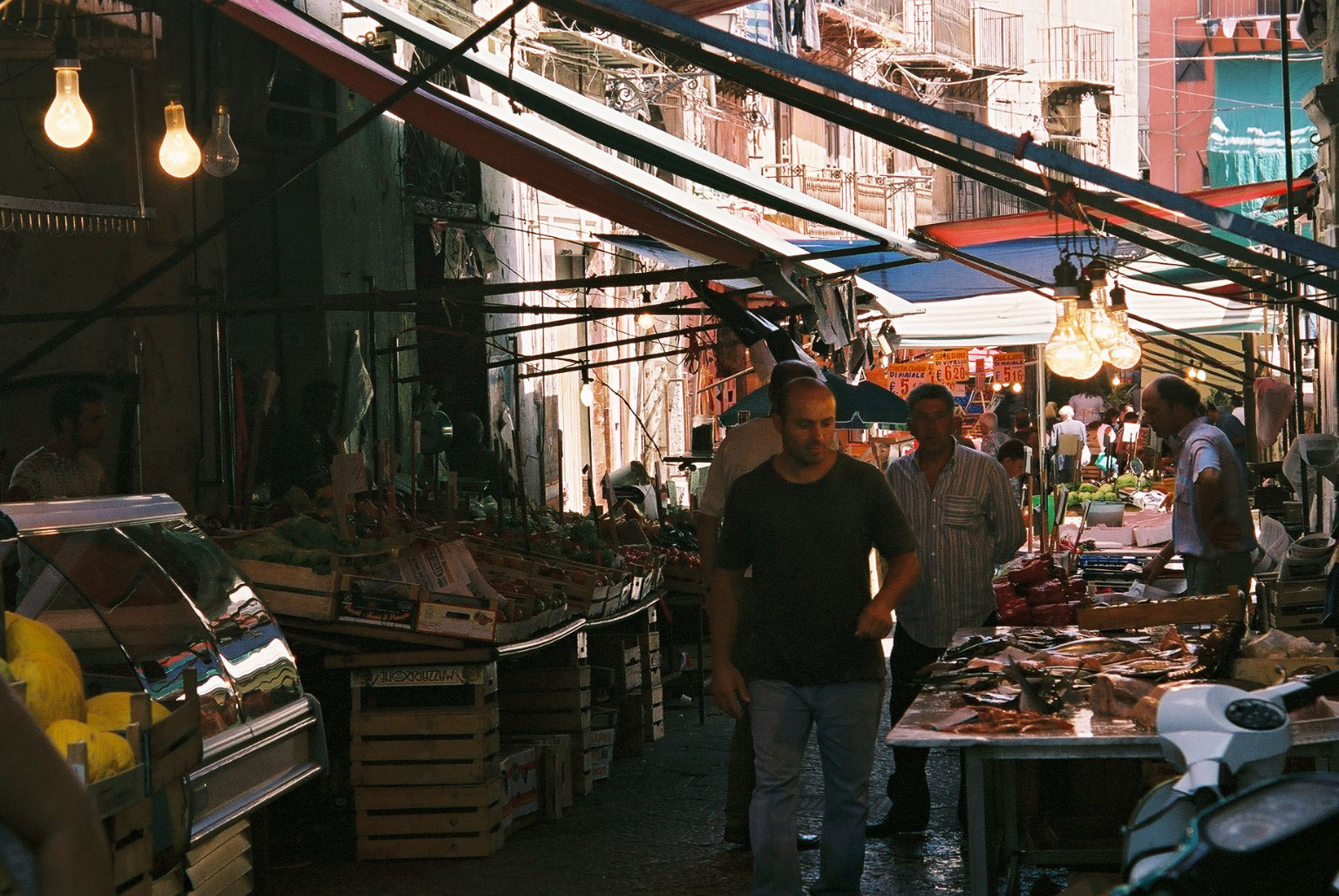
تعليق
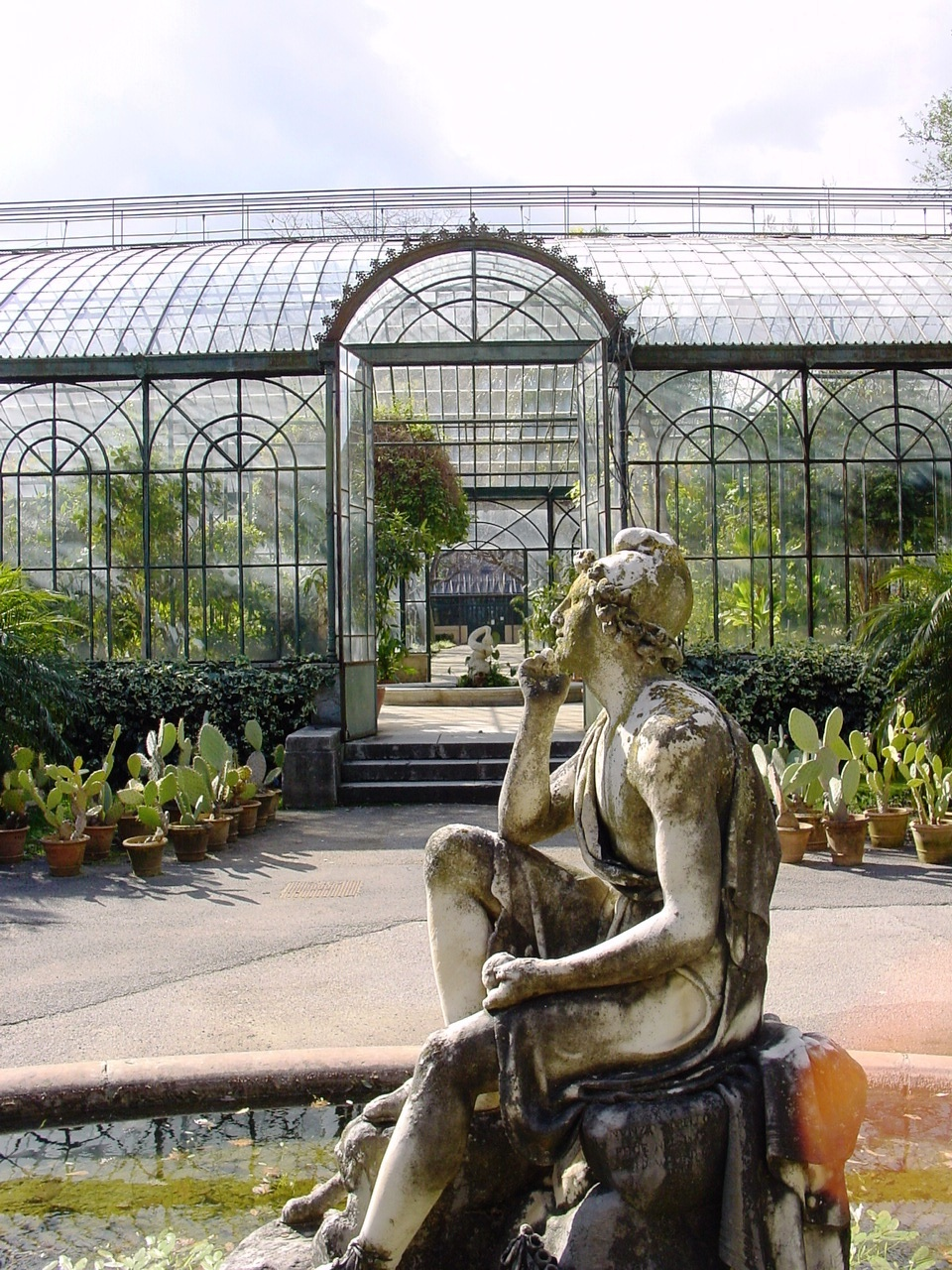
تعليق
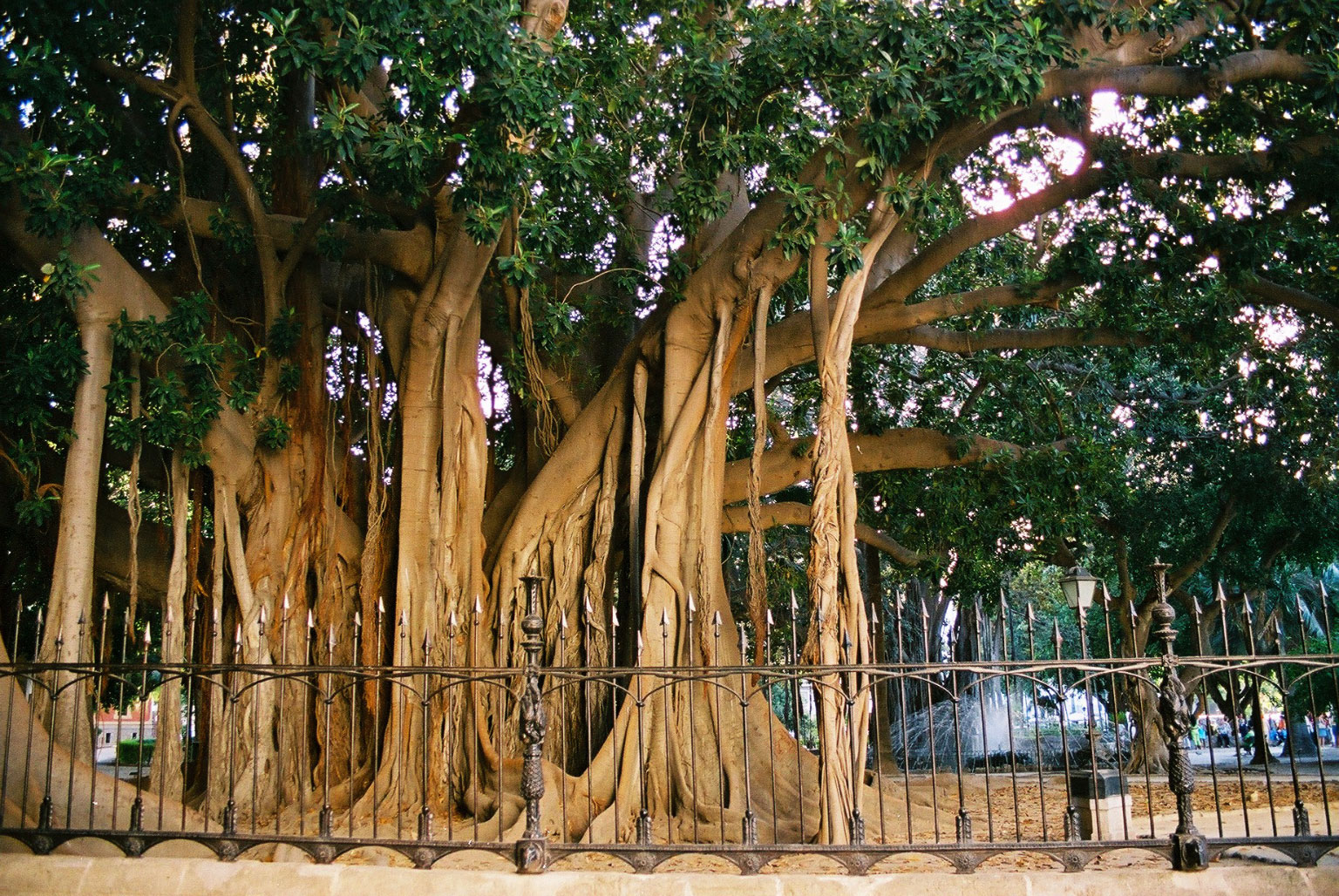
تعليق
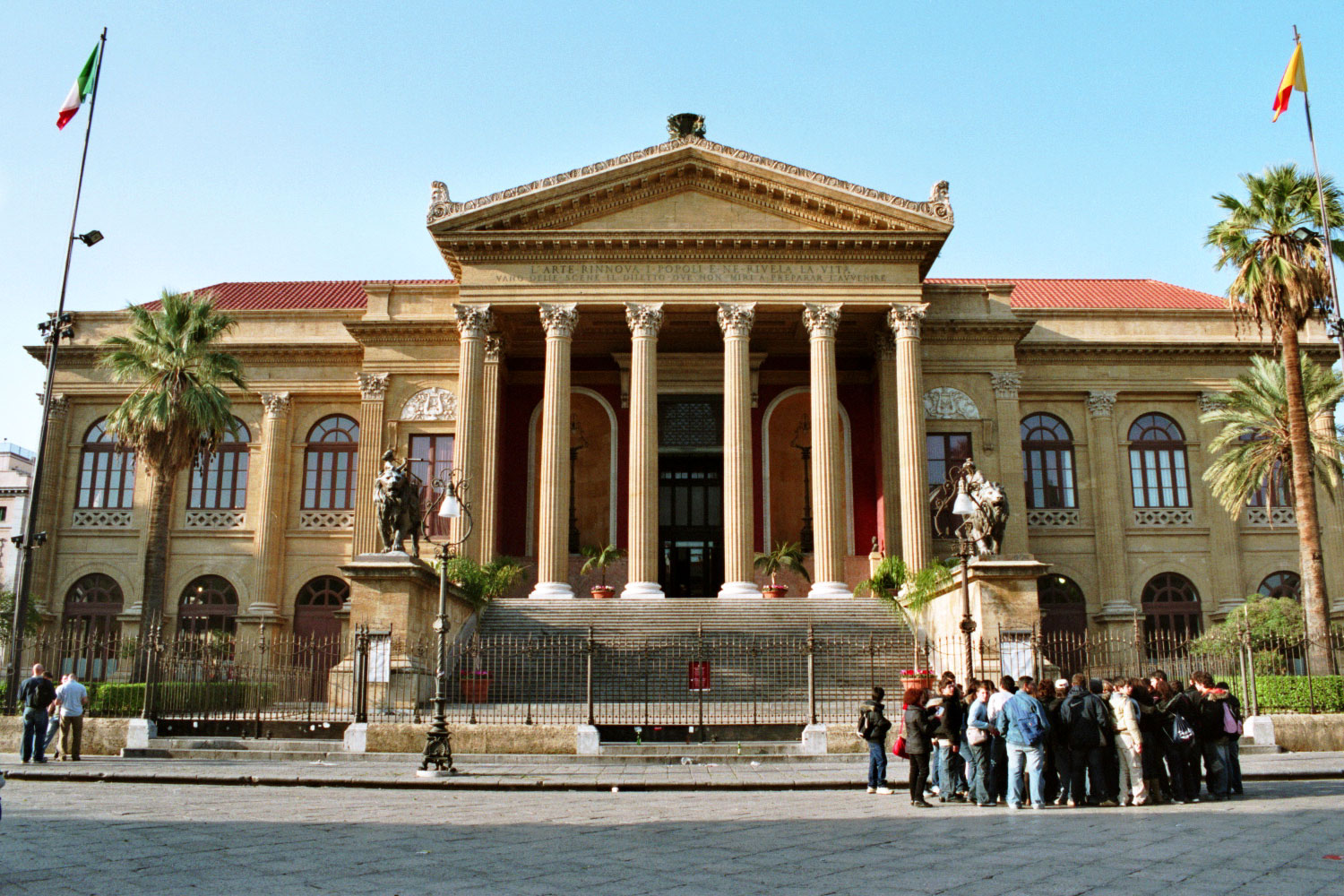
تعليق
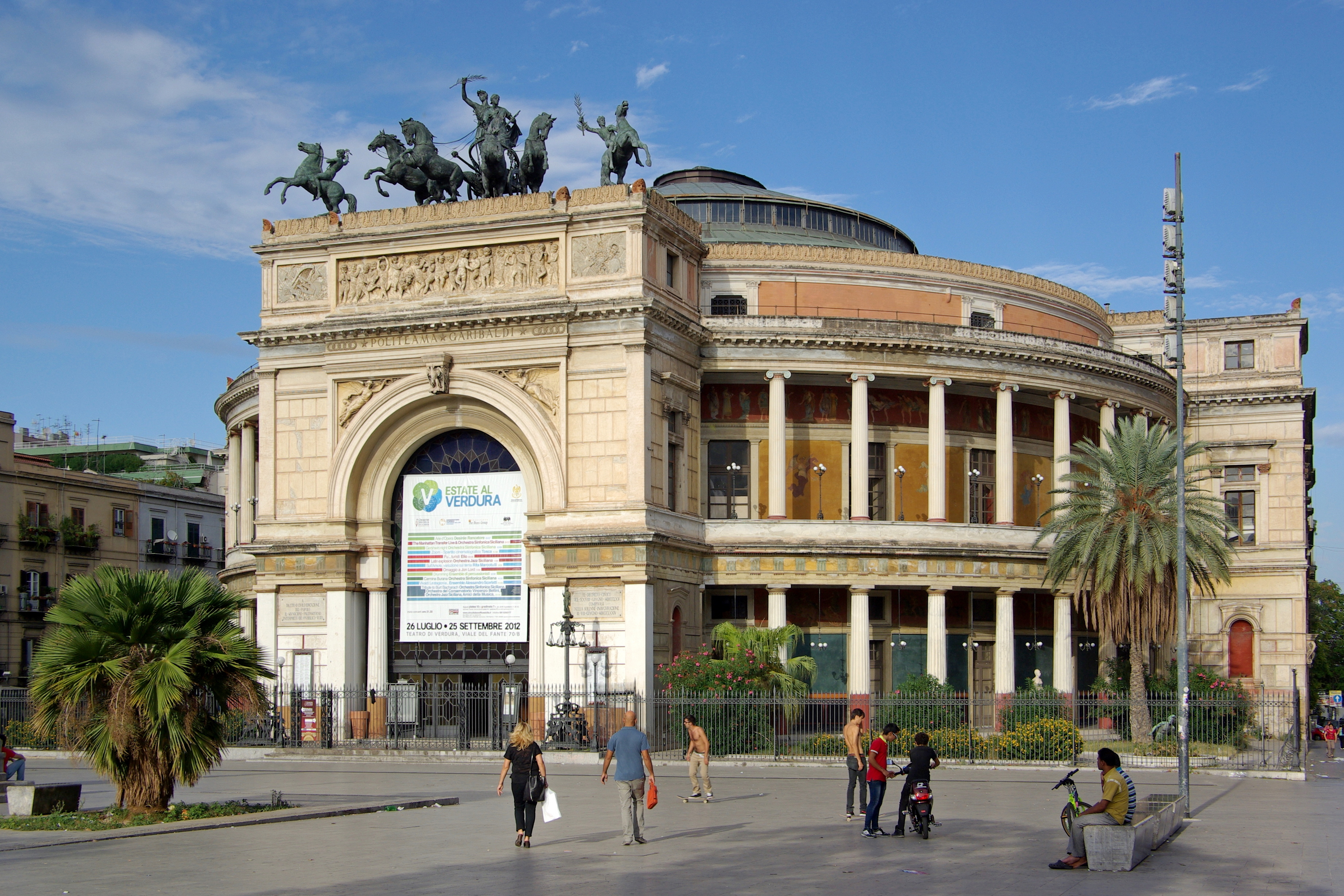
تعليق
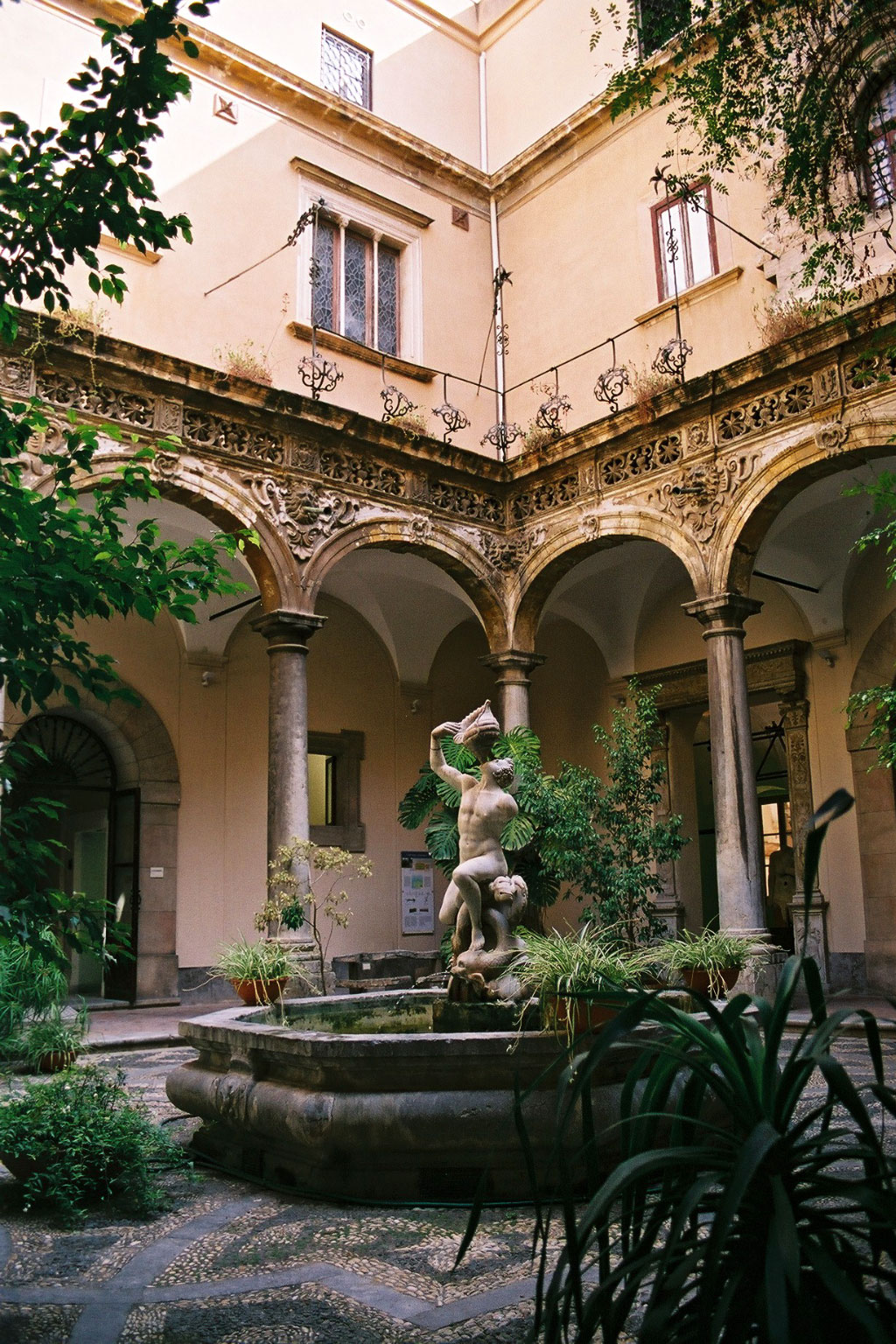
تعليق
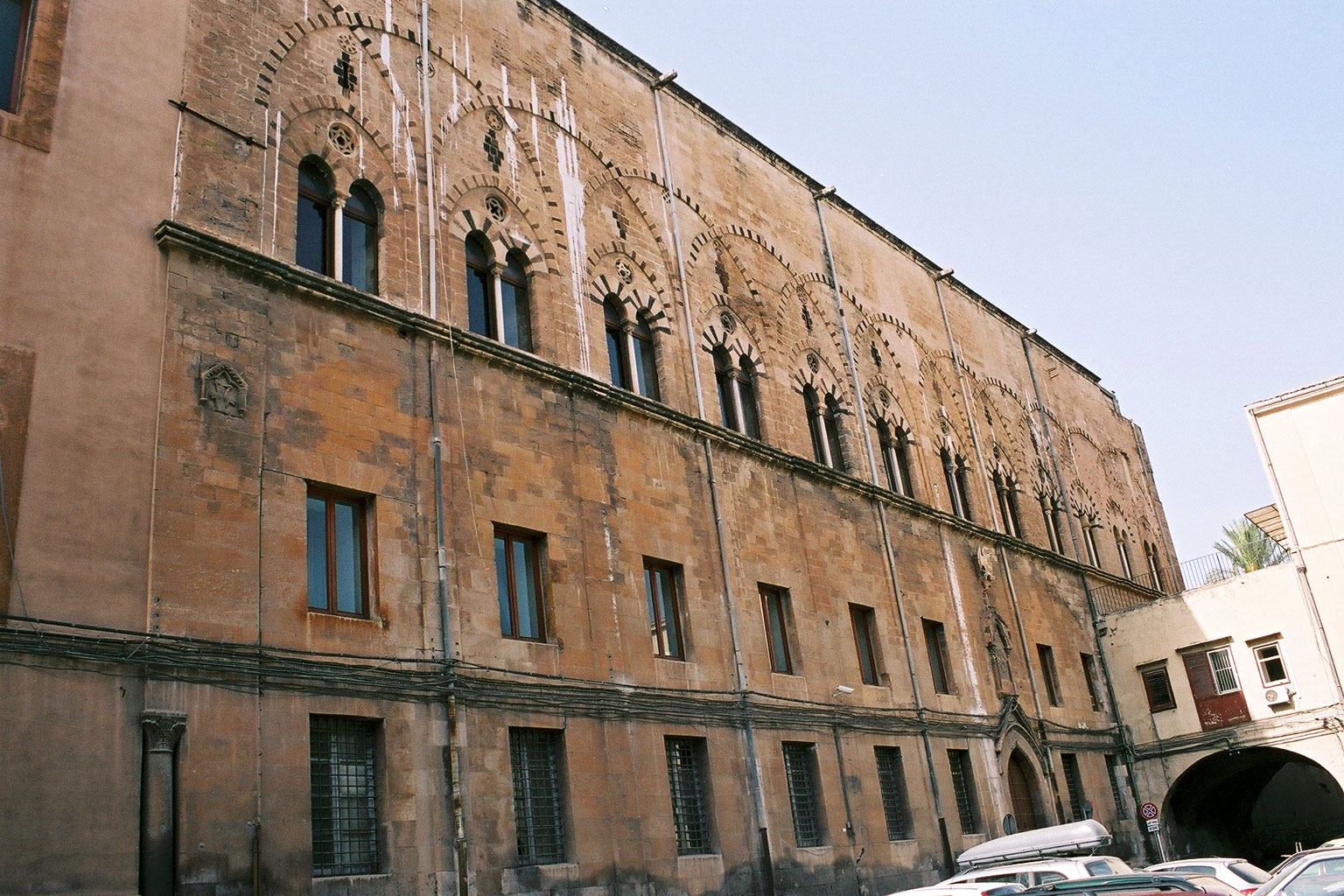
تعليق
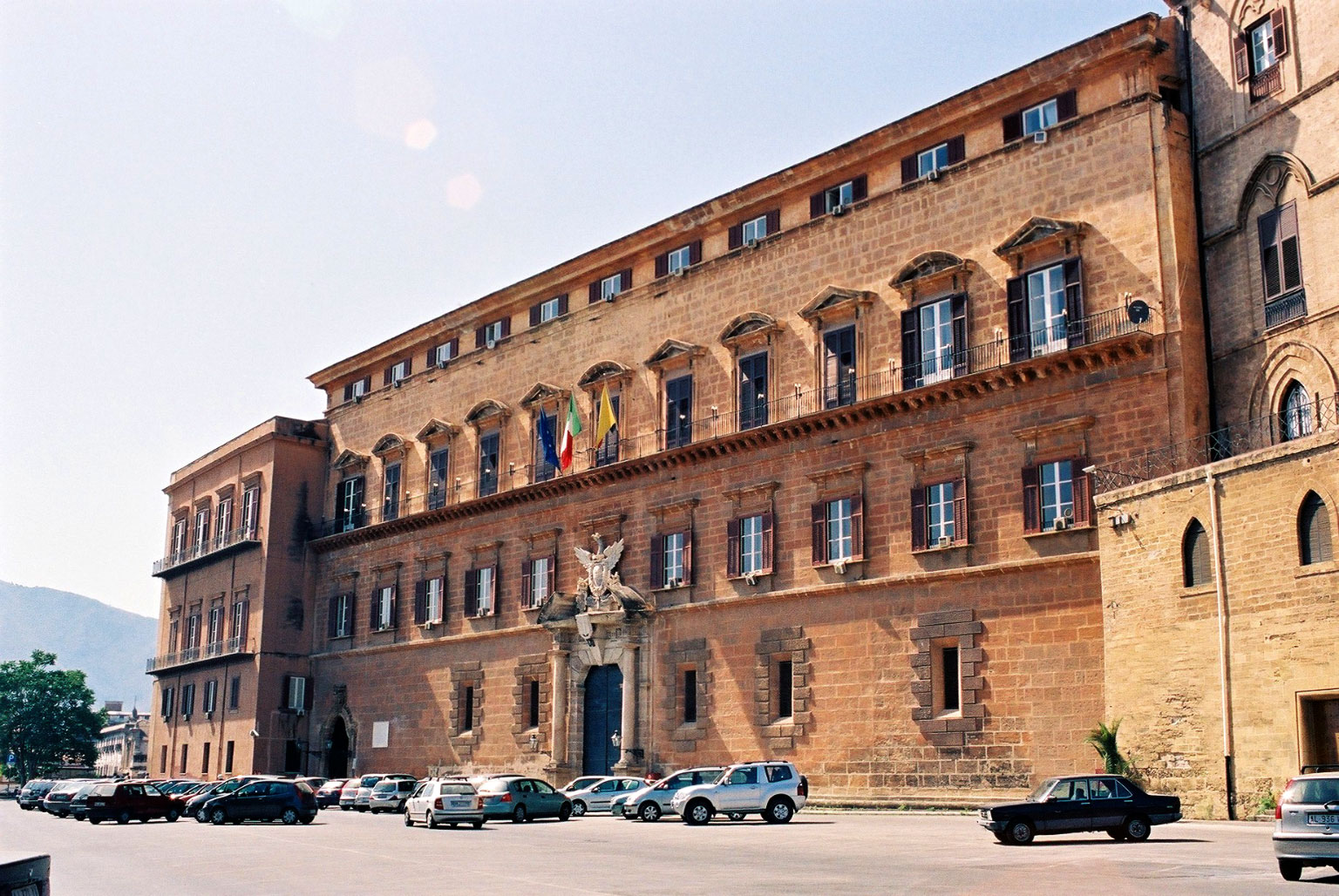
تعليق
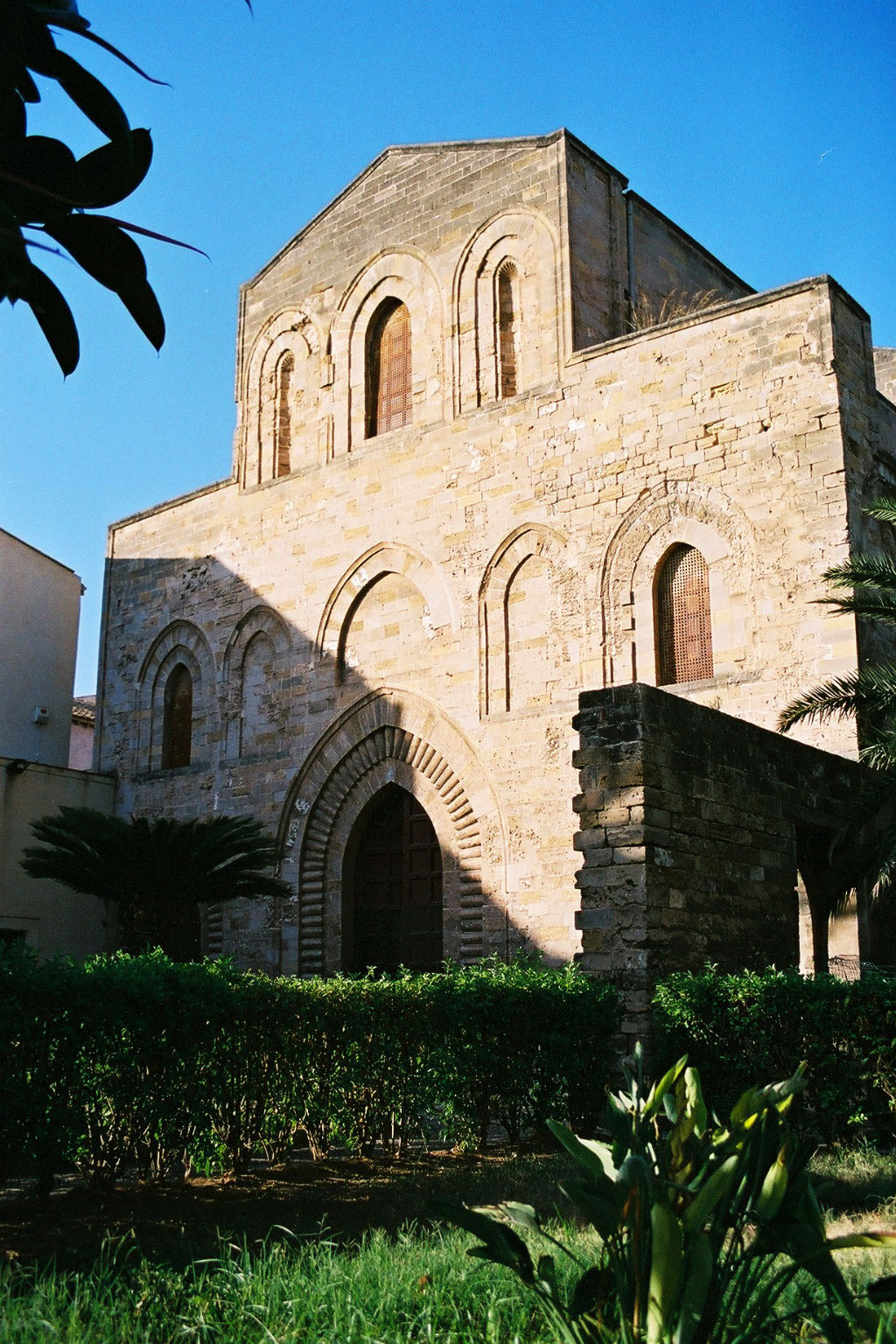
تعليق
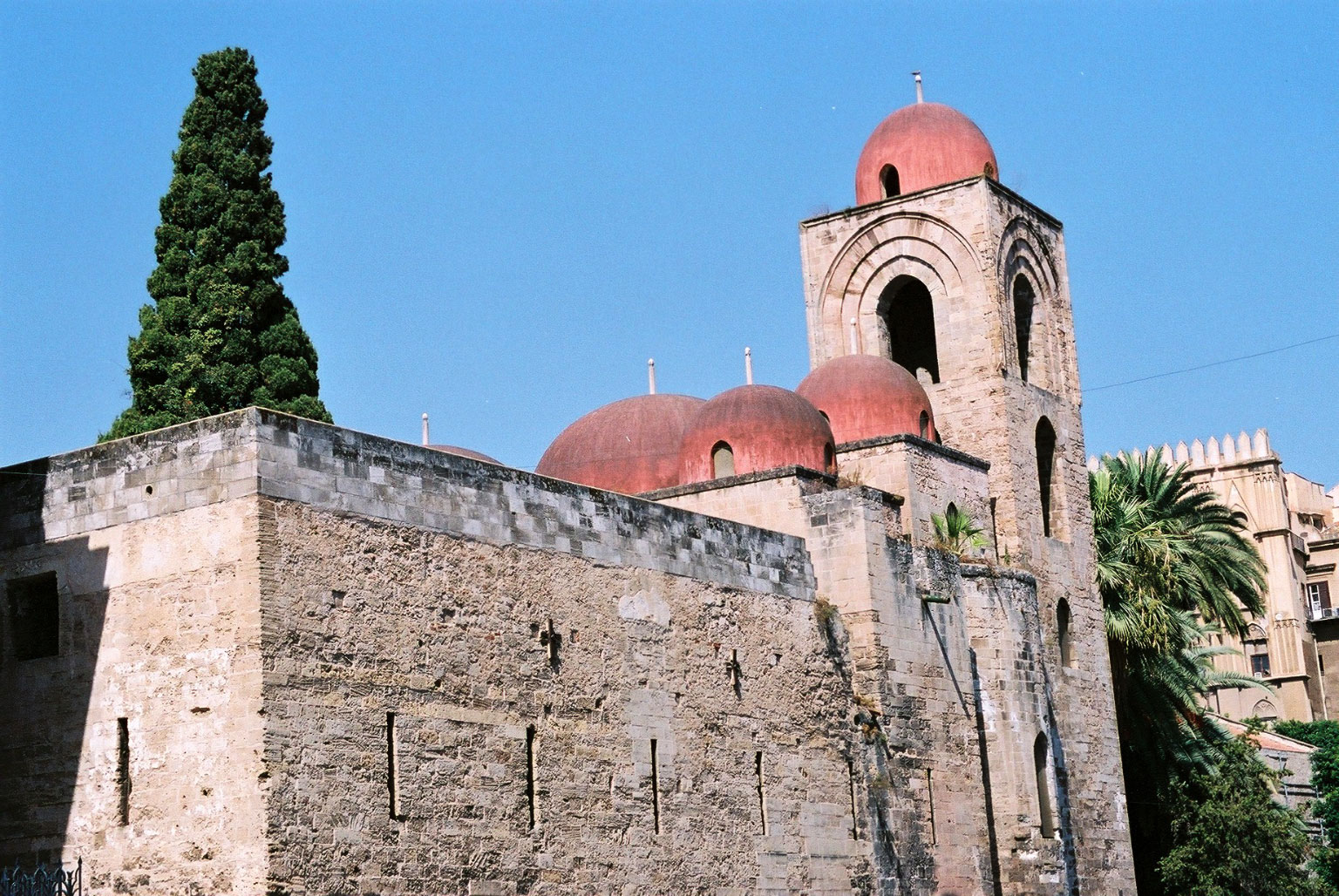
تعليق
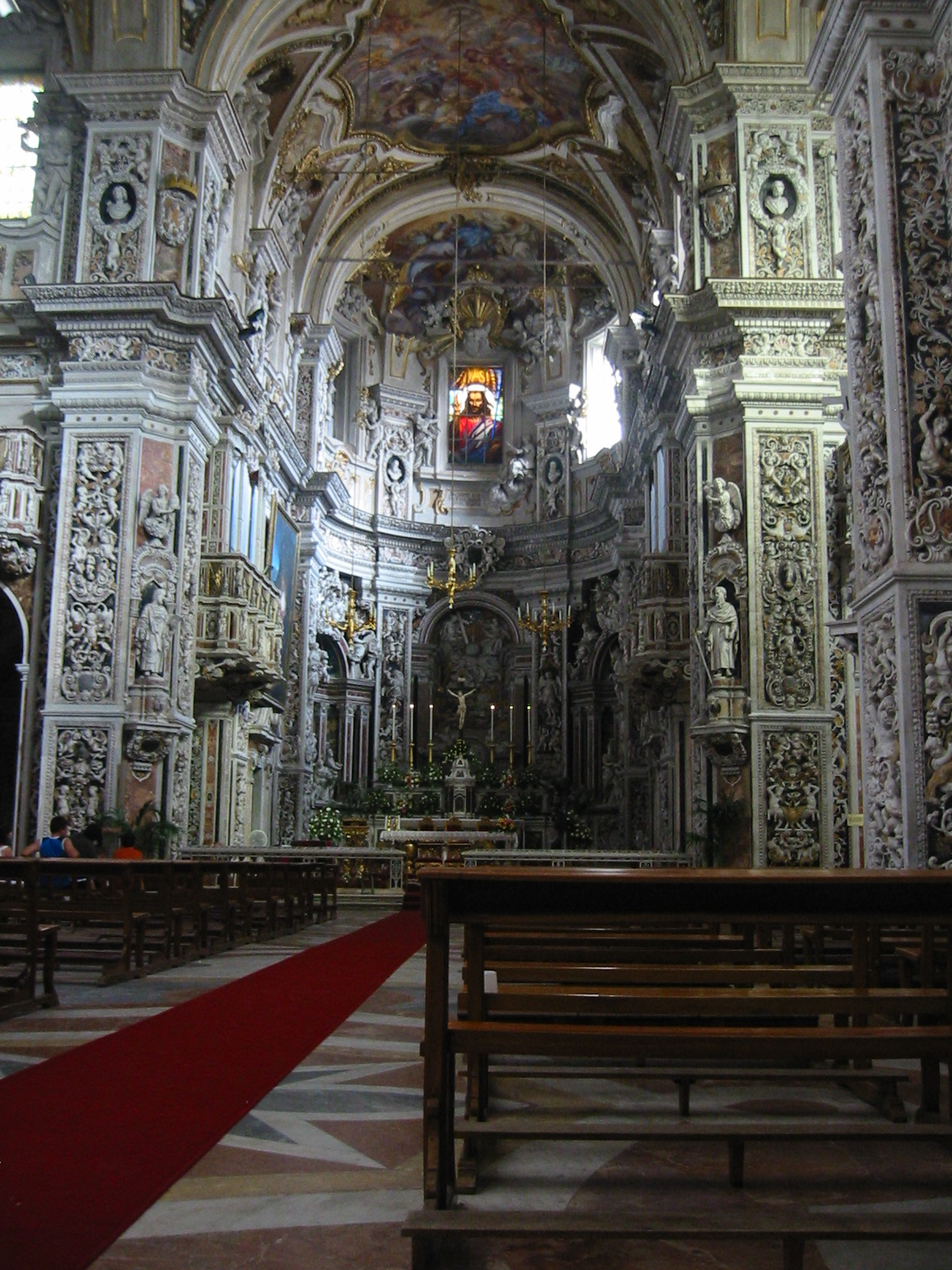
تعليق
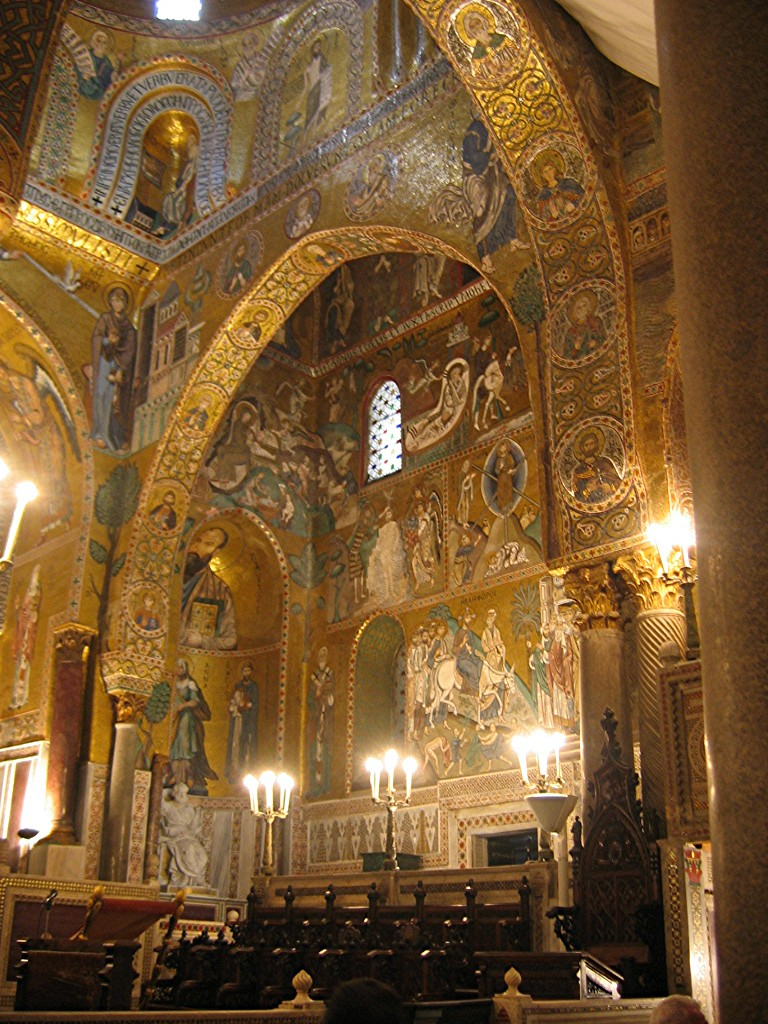
تعليق
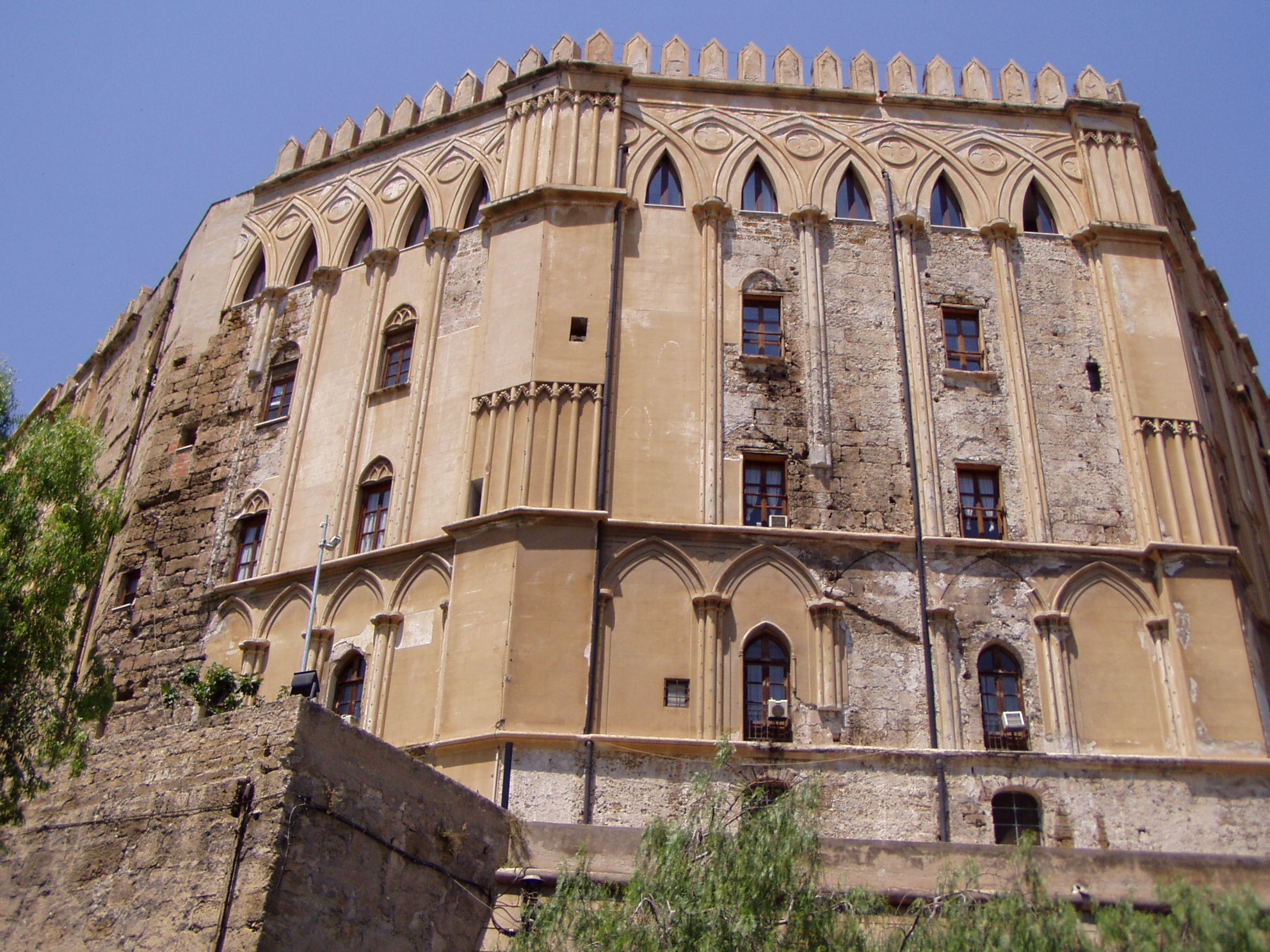
تعليق
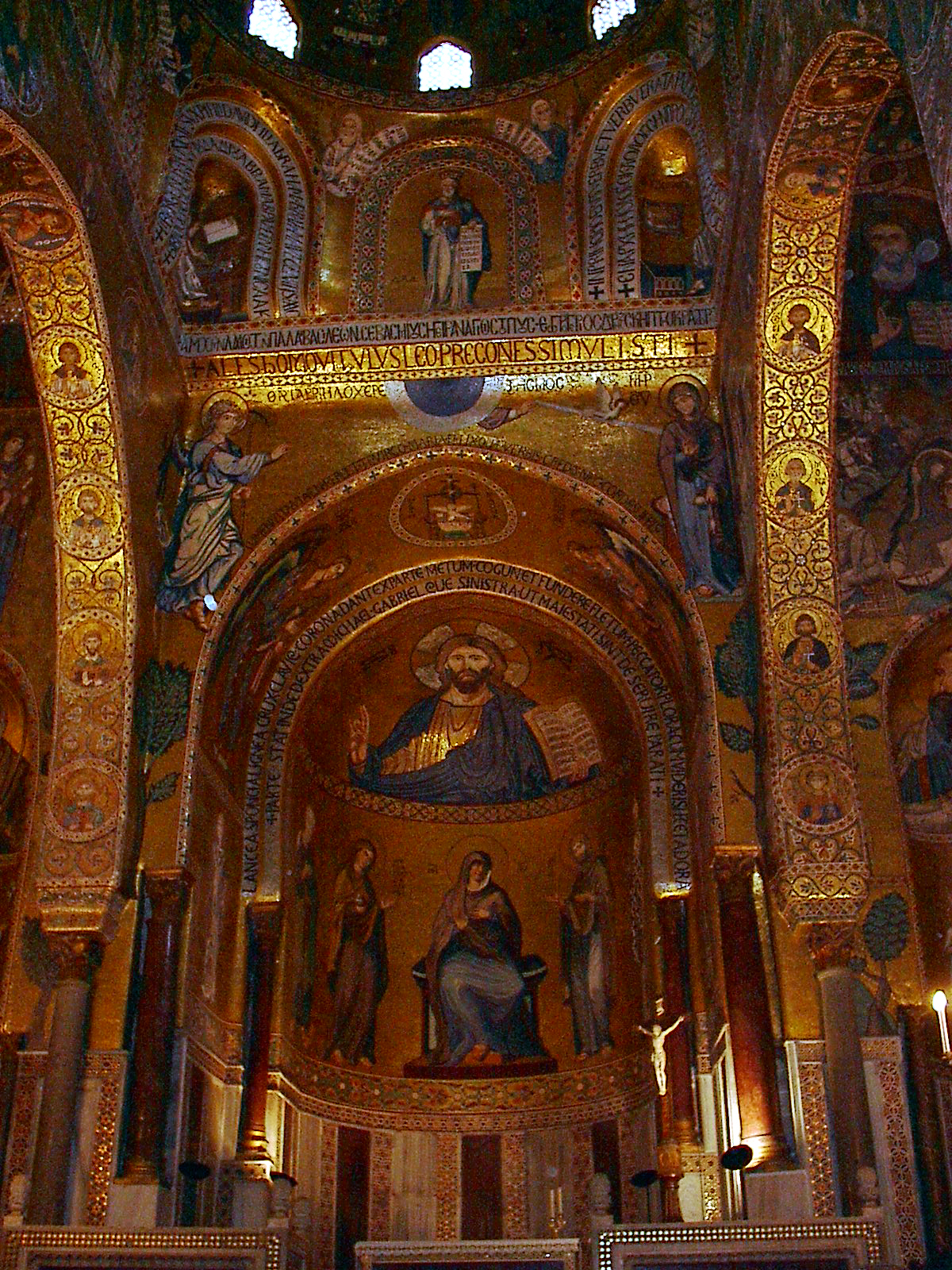
تعليق
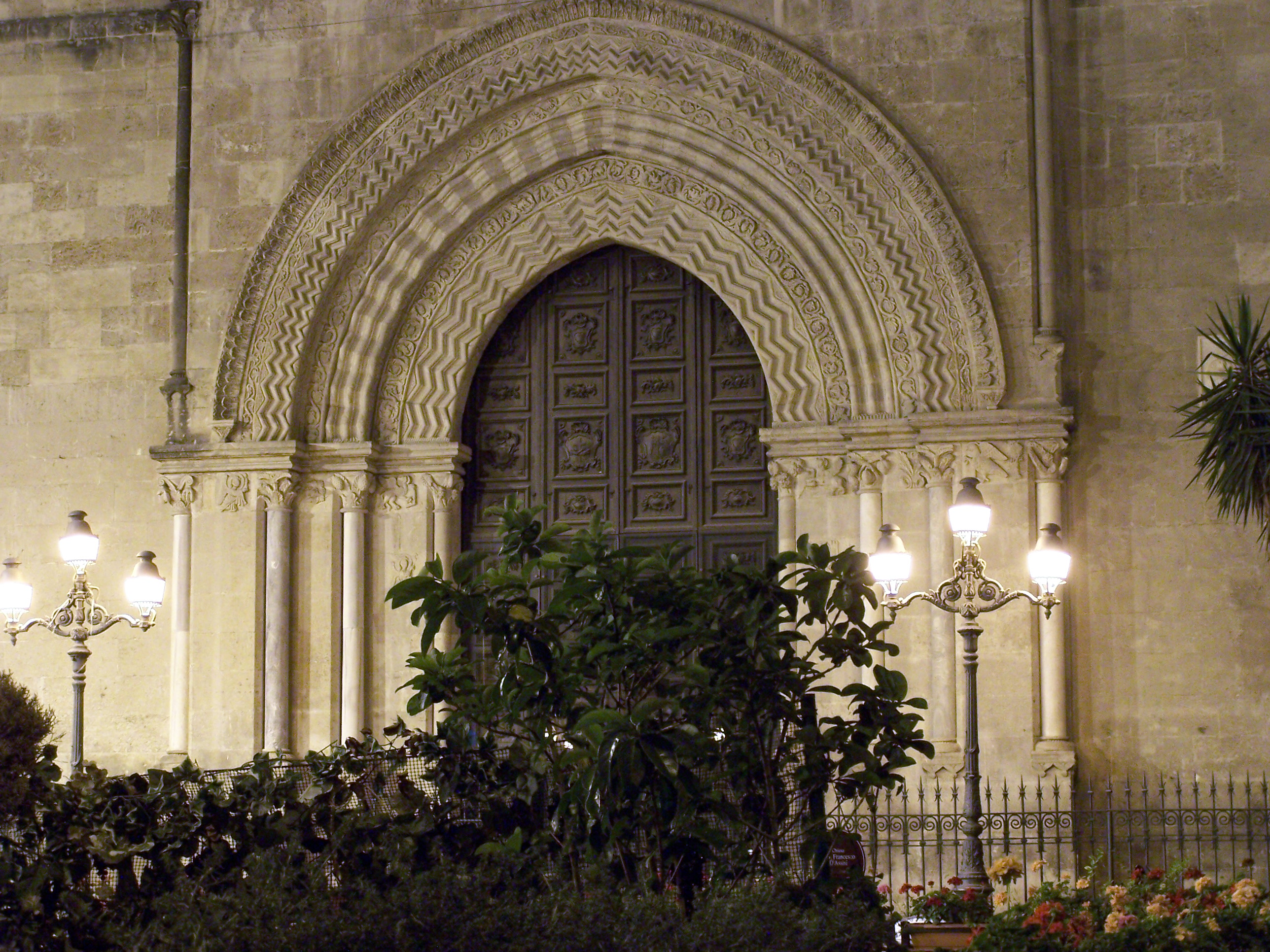
تعليق
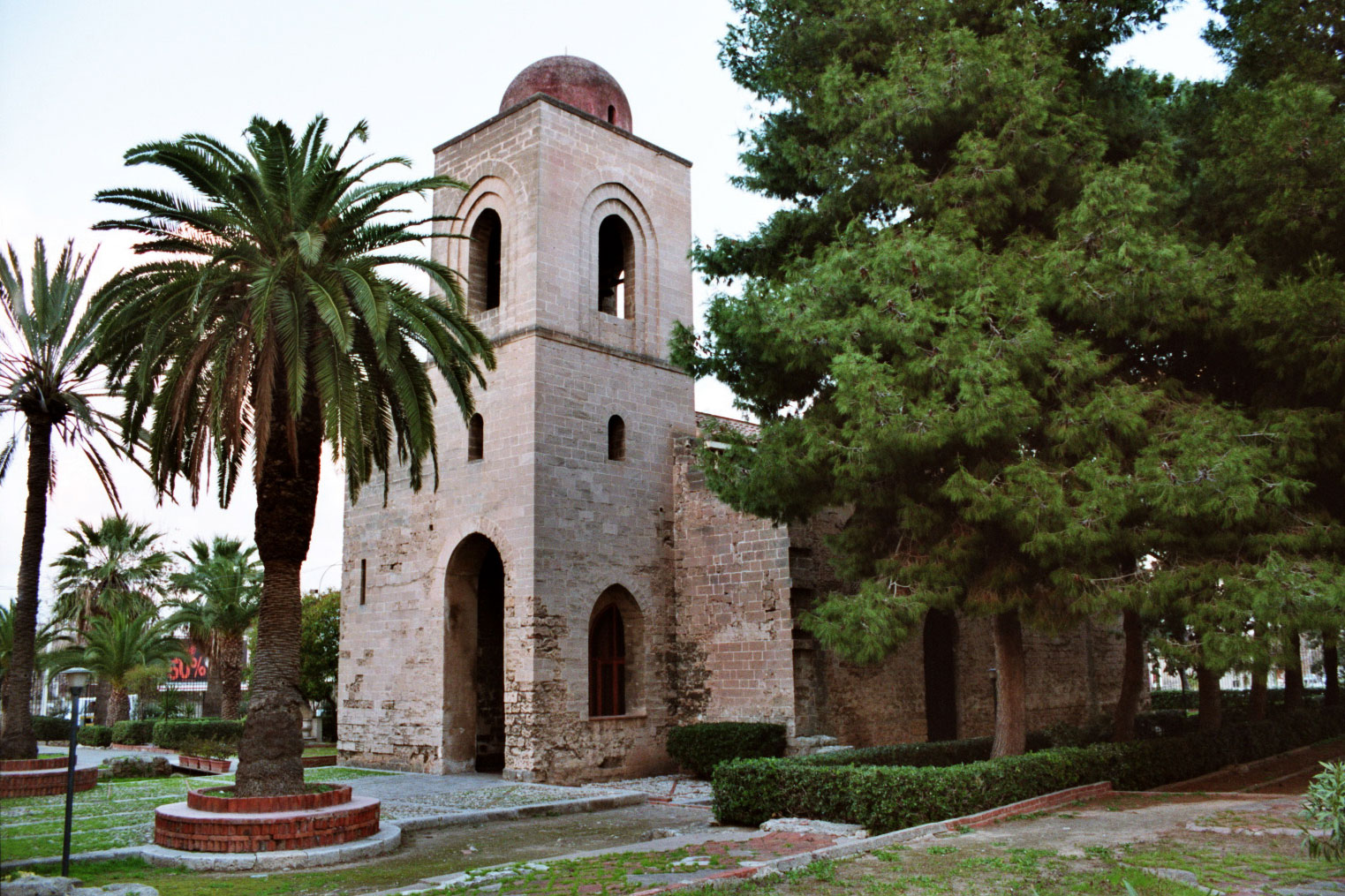
تعليق
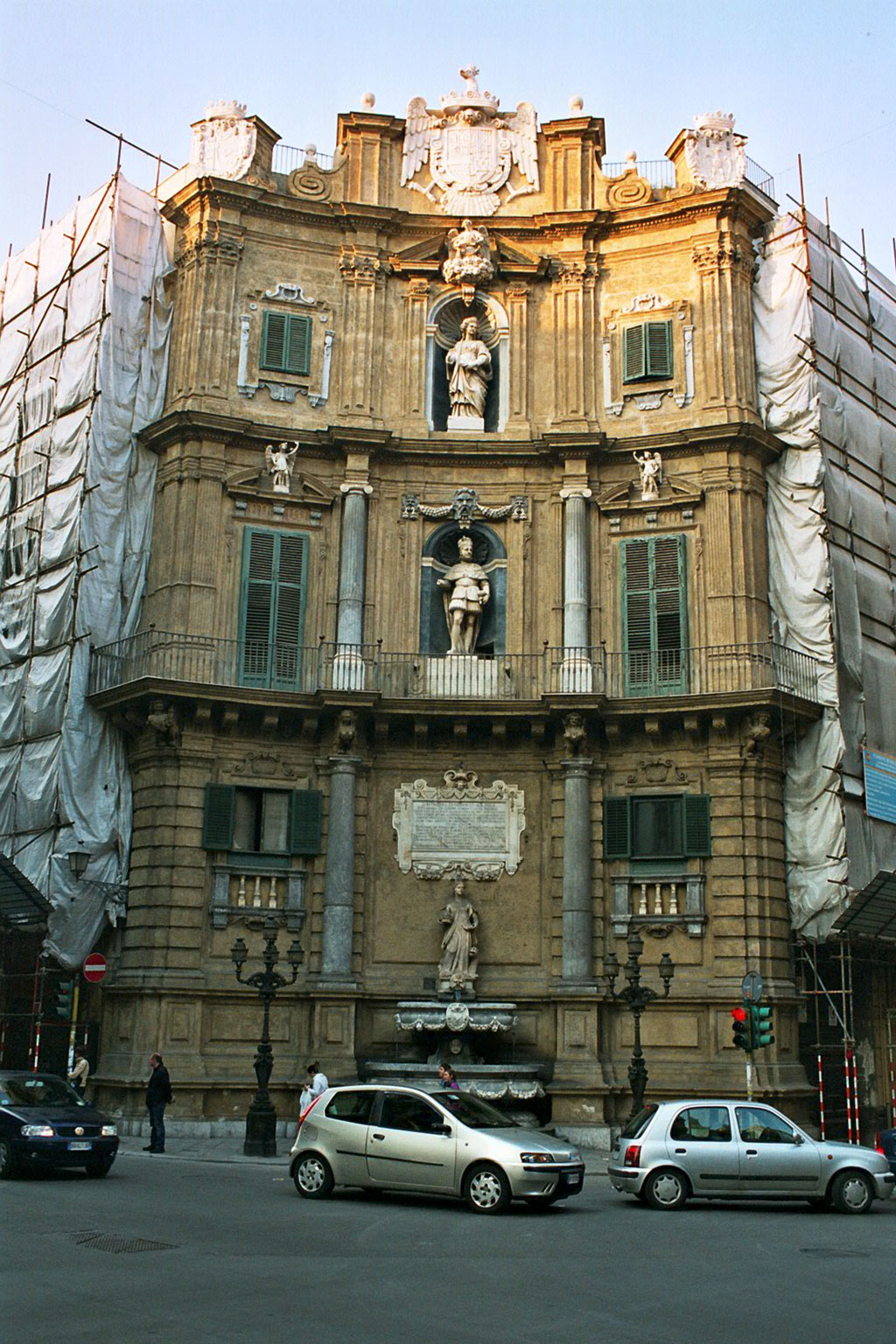
تعليق
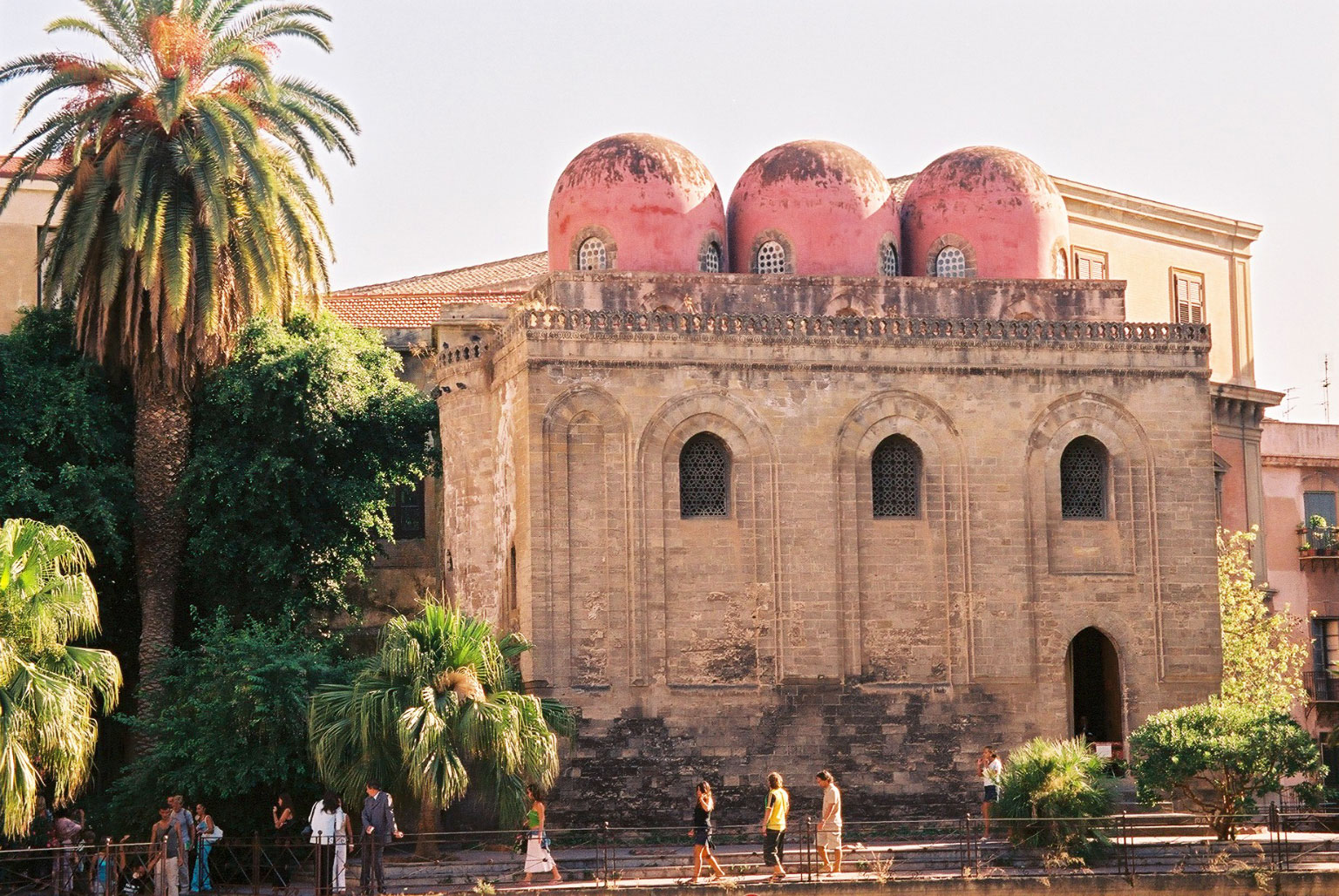
veduta laterale
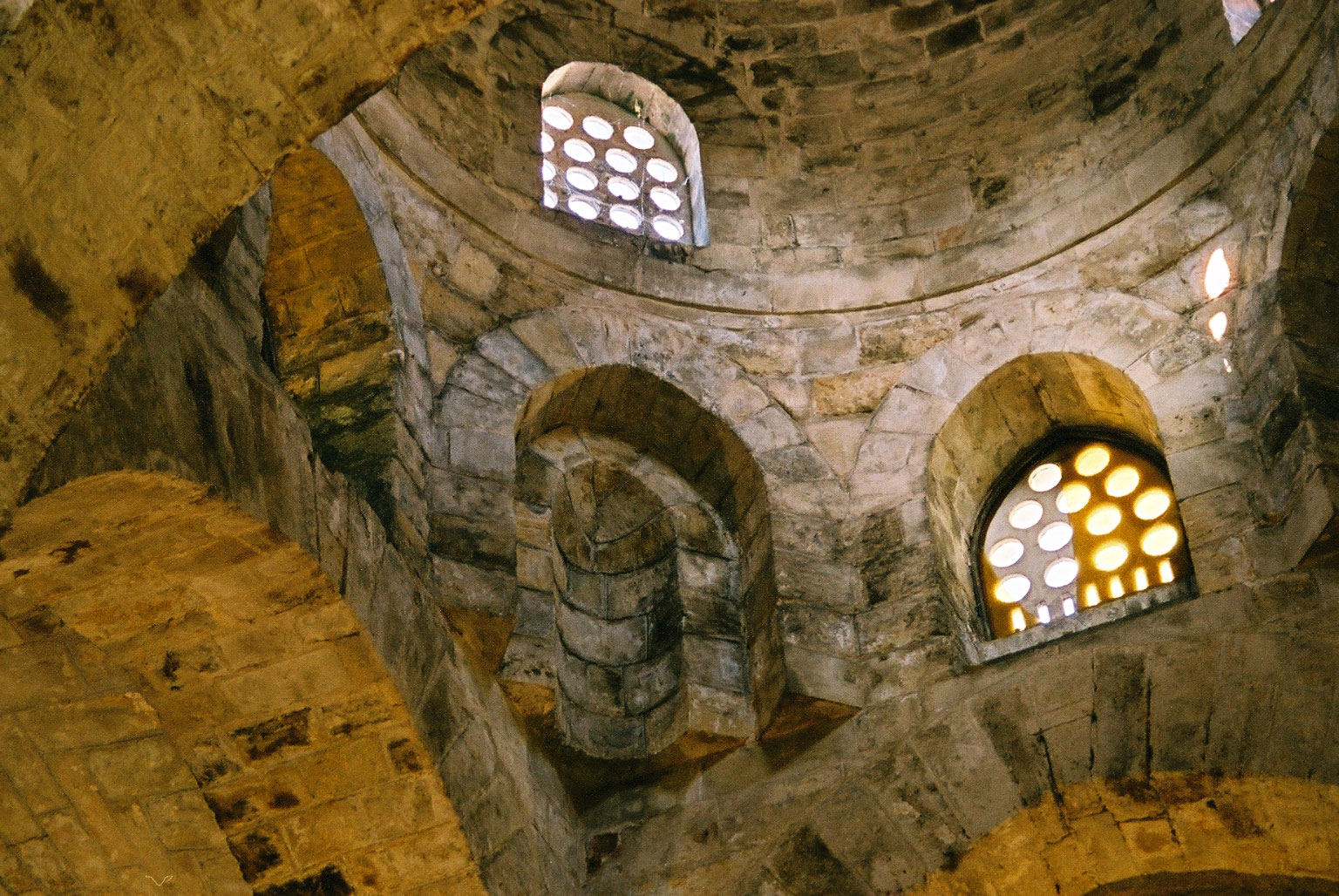
cupola
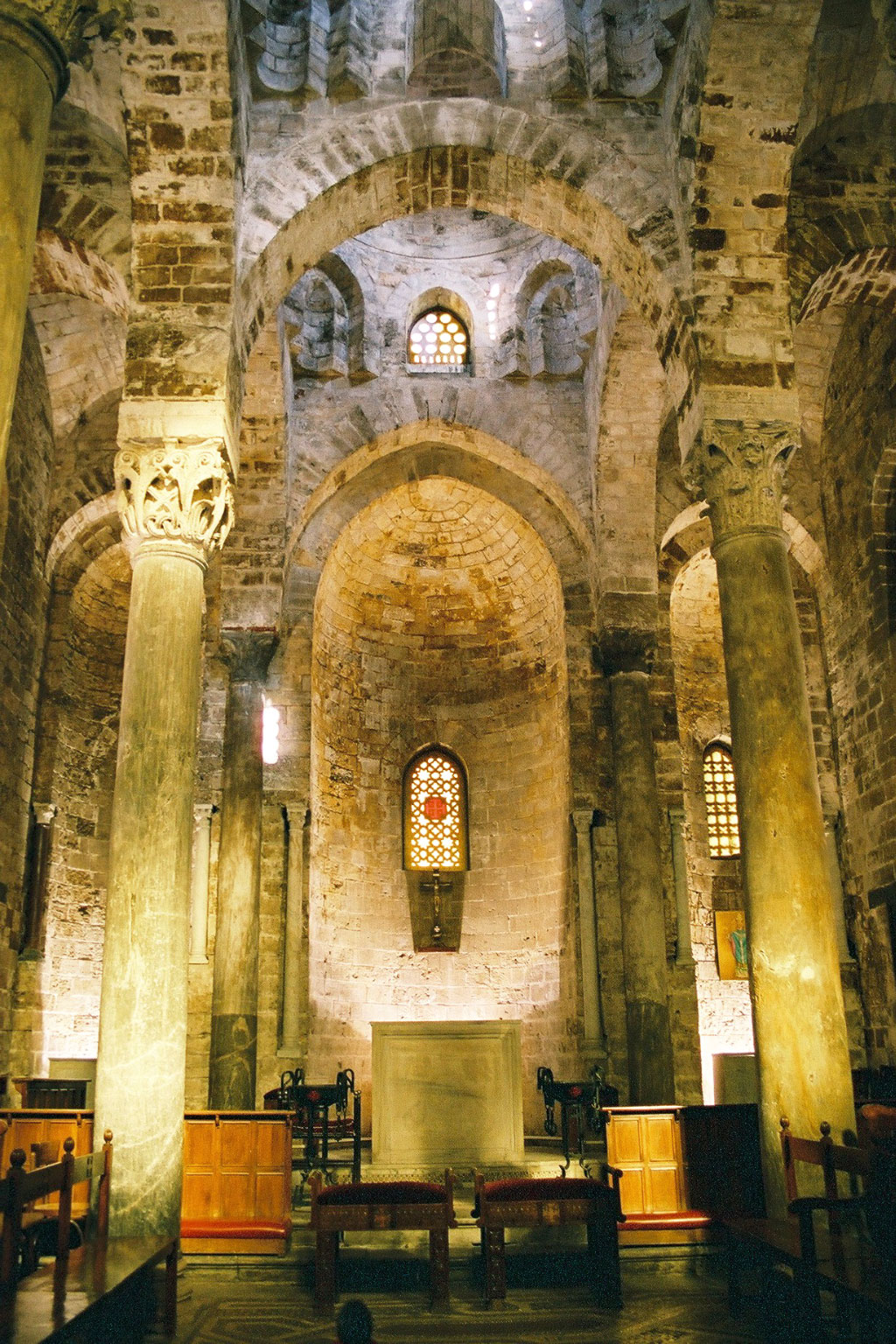
interno